# Opel Omega
El Opel Omega es un automóvil de turismo del segmento E desarrollado y comercializado por el fabricante alemán Opel entre los años 1986 y 2003. En sus dos generaciones ofreció un motor delantero longitudinal y tracción trasera, contando en sus carrocerías con una capacidad holgada para cinco plazas, y se vendió en dos variantes de carrocería: en sedán de cuatro puertas y en familiar de cinco puertas llegando en algunos países a hacerse versiones limusina de seis puertas por diferentes carroceros. Fue el sucesor de los ya veteranos Commodore y Rekord (el cual fue comercializado en Reino Unido como Vauxhall Carlton), estos modelos estuvieron vigentes en el mercado durante más de 30 años. A partir de la segunda generación también sucedió al que en aquel momento se posicionó por encima y era el buque insignia de la firma basado en la misma plataforma, el Senator, descontinuado en 1993.
Durante su vida comercial contó con dos generaciones, teniendo la segunda dos series a finales de la década de los 1990. La primera generación (A) duró desde el otoño de 1986 hasta la primavera del 1994, siendo Coche del Año en Europa en 1987; y la segunda desde la primavera de 1994 hasta principios del 2000 en la primera serie (B1) y la posterior serie (B2) después del facelift duró desde el verano de 1999 hasta el verano de 2003, la cual una vez finalizada su vida comercial durante el año siguiente 2004 fueron vendiéndose las unidades restantes que quedaban en stock. El Omega ha competido con varias generaciones de grandes berlinas de otros fabricantes en el continente europeo: los alemanes Audi 100 y A6, BMW Serie 5 y Mercedes-Benz Clase E así también contra el británico Rover 800, los franceses Citroën XM, Peugeot 605 y 607 y el Renault Safrane, los italianos Alfa Romeo 164 y 166 y el Lancia Thema y Thesis, los japoneses Honda Legend, Mazda Xedos 9 y Nissan Maxima, los suecos Saab 9-5 y Volvo S80, y por último, el estadounidense aunque producido en Colonia, Alemania, el Ford Scorpio.
Ensamblado en la planta de Rüsselsheim, en Fráncfort del Meno, Alemania, durante sus dos generaciones y comercializado también en el resto del mundo bajo otras marcas como en Norteamérica donde se llegó a comercializar como el Cadillac Catera convirtiéndose en uno de los pocos modelos de Opel en llevar la firma de alto lujo de General Motors, este modelo estuvo vigente hasta el año 2001. En Sudamérica, principalmente mercados de Brasil y Chile estaba bajo la firma Chevrolet así como Holden en Australia lo comercializaba como su modelo Commodore y Vauxhall Motors en Reino Unido con el nombre original.
Después de 1.758.407 unidades producidas sumando las dos generaciones, con diversas circunstancias al frente como las bajas ventas de las grandes berlinas de corte generalista al principio del nuevo milenio y el enfoque de Opel en un mercado más familiar, en 2003 se puso punto final a su vida comercial, siendo la última berlina grande de Opel y despidiéndose después de 40 años de los segmentos ejecutivos y de lujo, tras modelos establecidos en el mercado como eran las berlinas de lujo Admiral, Diplomat, Kapitän y los más recientes: desde el más económico Rekord, pasando por el Commodore y llegando al Senator, el cual se posicionó entre los segmentos E y F.
Llegaron a existir dos versiones de altas prestaciones del modelo, en la primera generación contó con una en 1989, tras el encargo a la subsidiaria que poseía General Motors por aquel entonces, la británica Lotus Cars: nació el Lotus Omega, demostrando en pruebas ser el modelo más potente en la historia de la firma, dejando atrás a rivales de la talla del BMW M5. En la segunda también contó, diez años después, en 1999, un proyecto conocido como Omega V8, que sin embargo, montando esta vez con un motor de 5.7 litros de 16 válvulas desarrollando 315 CV de potencia no llegó nunca a comercializarse debido a fallos de la caja de cambios en las pruebas de circuito.

## Omega A (1986-1994)
El Omega entró en producción en septiembre de 1986, entrando en ventas en noviembre, cumpliendo con el objetivo de General Motors de buscarle un sucesor al Rekord, modelo que llevaba más de 30 años en el mercado y cuya última generación siendo la quinta (E) llevaba en producción desde 1978. Construido en la plataforma V de General Motors, usada desde la década de 1960 y por otras marcas del grupo como Buick y Holden, esta ya estaba presente también en otros modelos de la marca como el gran coupé Monza y las berlinas Commodore y Senator. A la hora de llevar a cabo el diseño, el cuerpo del Omega fue una evolución del estilo de Opel hasta ese momento, buscando la aerodinámica y a su vez, una mayor eficiencia de combustible teniendo en consideración la crisis del combustible en aquella época, los años 1980. El resultado fue un coeficiente de arrastre notable de 0.28 (y un 0.32 para la versión familiar) y el coste de todo el programa de desarrollo llegó a los 2 millones de marcos alemanes. La versión del mercado del Reino Unido de la última generación de Rekord se había comercializado como el Vauxhall Carlton, y esta denominación se mantuvo para el nuevo modelo en este país, al igual que hizo Ford Motor Company con el Granada que se encontraba en su última generación y el también moderno Scorpio adoptó su nombre como Granada Mk III. El Omega se presentó inicialmente en el mercado con las ediciones GLS, LS y CD, ofreciendo diferentes niveles de equipamiento.
A fines de 1986, fue votado como el Coche del Año en Europa en 1987, por delante de innovadores modelos como el Audi 80 y el BMW Serie 7. Comparado con el Rekord, el Omega presentaba muchos avances tecnológicos para la época, que eran nuevos para Opel en general y además para el cambiante mercado automovilístico europeo, en especial el de las berlinas grandes.
Esto incluía la gestión electrónica del motor, el sistema de antibloqueo de ruedas (ABS), ordenador a bordo, que mostraba parámetros como el consumo de combustible momentáneo o la velocidad promedio; guantera con luz y aire acondicionado, un moderno conjunto de instrumentos con pantalla LCD, el cual estaba disponible en la versión CD desde 1987 pero se descartó del equipamiento en 1991, y por último otra gran característica novedosa para la época: el sistema de autodiagnóstico, que después de más de 20 años es una característica estándar en los automóviles actuales, cuya salida puede ser leída por estaciones de servicio autorizadas y debidamente equipadas como las que ofrecía la propia firma con sus Opel Tech1, para modelos de mediados de 1990 para atrás, y Opel Tech2, la cual lee modelos desde finales de la década de 1990 hasta nuestros días.
La gama de motores de gasolina del Omega A se componía de un 1.8 litros de entre 82 y 115 CV, un 2.0 litros de entre 99 y 122 CV, un 2.4 litros de 125 CV, un 2.6 litros de 150 CV, un 3.0 litros en variantes de dos válvulas por cilindro entre 156 y 177 CV y de cuatro válvulas por cilindro de 200 CV, y ya por último, un 4.1 litros de 166 CV de potencia. Los tres primeros mencionados, de 1.8, 2.0 y 2.4 litros, tenían cuatro cilindros en línea, y el resto seis cilindros en línea. Las diferentes potencias máximas se obtienen según si el motor lleva carburador o inyección de combustible, y también si llevan convertidor catalítico.
El motor diésel era un cuatro cilindros en línea de 2.3 litros de cilindrada, que existía en tres variantes: atmosférica de 73 CV, con turbocompresor de 90 CV, y con turbocompresor e intercooler de 100 CV.
Se llegaron a producir 961.396 unidades hasta la primavera de 1994, cuando fue sustituido por la siguiente generación.

### Omega Diamond
Este paquete de opciones se introdujo en 1988 y se podría agregar a las versiones de GLS, LS y CD. Incluía llantas de aleación, pintura metálica, ventanas tintadas, reproductor estéreo de casetes, tapicería de cuero en el interior, así como una parrilla pintada y espejos en las puertas. Fue un éxito en ventas y el paquete se mantuvo después del lifting facial y se utilizó un protocolo similar con el mismo nombre para el Omega B.

### Omega 3000

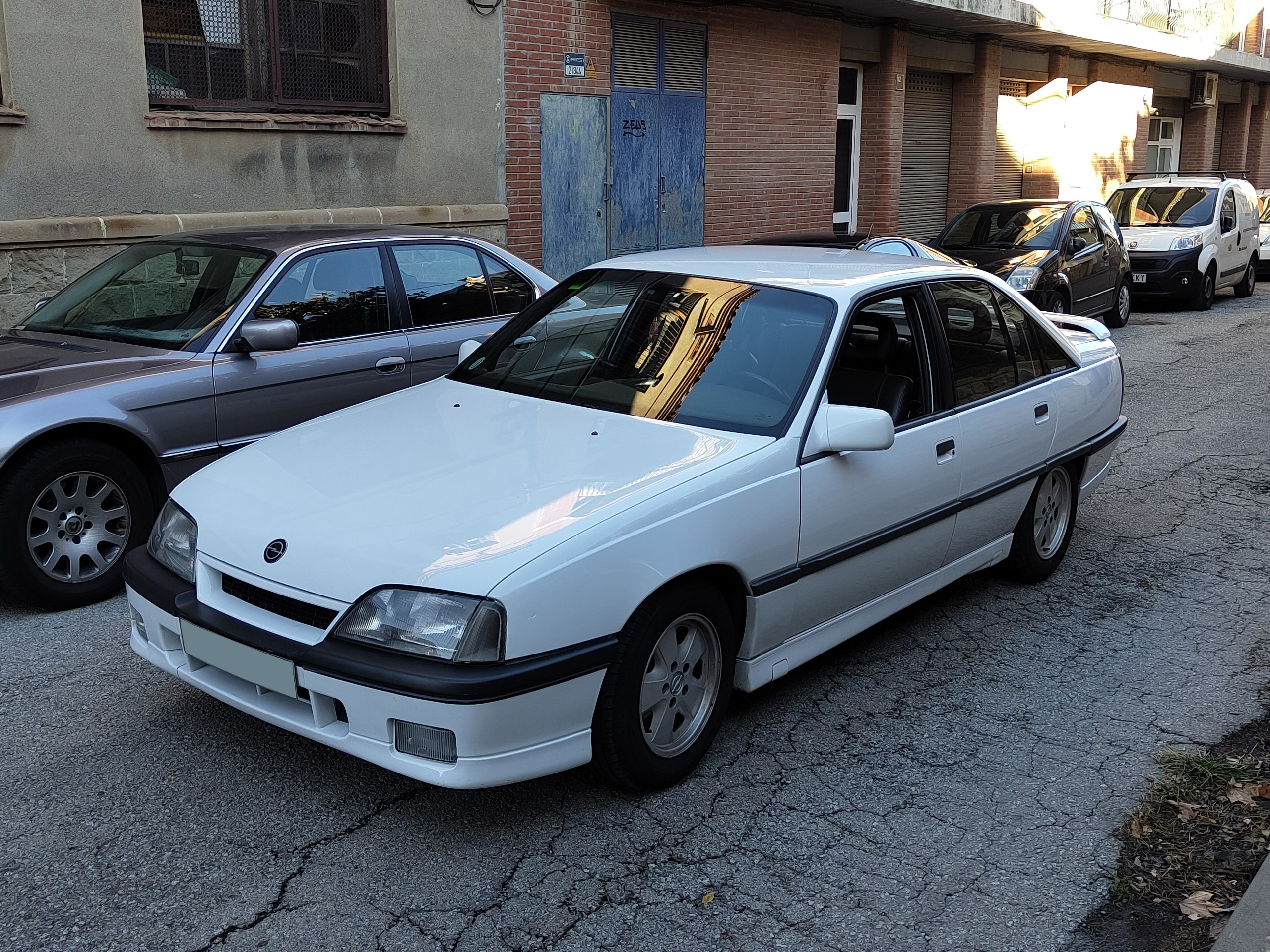
Opel Omega 3000 (1989)

El Omega 3000 fue la versión deportiva principal de la gama de modelos de la generación A, sin contar el Omega Lotus que ya era considerada una versión de altas prestaciones. Presentaba un motor de doce válvulas de 3.0 litros, de 6 cilindros en línea, que desarrollaba 177 CV de potencia. Otras modificaciones del modelo base incluyeron una suspensión más baja y un diferencial de deslizamiento limitado, así como diferentes fascias y un alerón trasero. El Omega 3000 tenía una velocidad máxima de 220 km/h y contó con un tiempo de aceleración de 0 a 100 km/h en 8,8 segundos. Entre el equipamiento opcional del modelo podíamos encontrar: pintura metalizada, lava-faros,techo solar practicable (manual o eléctrico), elevalunas eléctricos traseros, volante regulable en altura, cinturones traseros y asientos calefactados,
En 1990, se actualizó el motor y ahora presentaba 24 válvulas, dos árboles de levas en cabeza y un colector de admisión variable (sistema Opel Dual Ram). También se utilizó una unidad de control de motor más avanzada y ahora la potencia aumentó a 204 CV, lo que aumentó la velocidad máxima a 240 km/h, y el tiempo de 0 a 100 km/h se redujo a 7,6 segundos. En los países donde este modelo se vendió como Vauxhall, el Omega 3000 se denominó Carlton GSi 3000.

### Omega Evolution 500
El Omega Evolution 500 3.0 24V incorporaba el motor de 3.0 litros y cuatro válvulas por cilindro, con un total de 24 potenciado a 240 CV, con un par máximo de 280 Nm, con la ayuda del preparador alemán oficial de la casa Opel, Irmscher Automobilbau. Respecto al motor empleado en el Omega 3000, el cigüeñal tenía 8 en vez de 12 contrapesos pesando seis kilos menos y reduciendo las masas en movimiento además de las diferencias en el árbol de levas, colector de escape o los pistones y bielas. En lo que se refiere a la caja de cambios del motor en el que estaba basado, esta se mantuvo igual, la manual de cinco marchas y combinado con las novedades que presentaba esta versión, se obtenía una aceleración de 0 a 100 km/h en 7,5 segundos llegando a 249 km/h a punta de gas, cifra que no distaba mucho del motor del Omega 3000 24V. 
En el apartado del diseño se hicieron unos paragolpes específicos con el delantero con spoiler integrado para esta versión además de pasos de rueda ensanchados, faldones laterales extendidos, un alerón trasero de gran tamaño pudiéndose ajustar en altura como en ángulo y llantas de 16 pulgadas teniendo como opcional de 18. En el interior apenas habían novedades salvando los asientos firmados por Recaro. 
Esta versión se vendió para cumplir con la cuota de homologación exigida para entrar en el Deutsche Tourenwagen Meisterschaft (DTM), debido al interés de Opel en participar en el campeonato, al igual que Audi que lo haría al año siguiente, en 1990 con el V8, y ya BMW con modelos como el M5. Durante su corta vida comercial, se tenían previsto fabricar 500 unidades pero la falta de demanda, debido a que su precio era bastante elevado comparado con el Omega 3000 24V y a que disfrutaba de una fama menor debido al éxito del Omega Lotus hizo que salieran a la venta sólo 300 unidades. 
Se presentó en el Salón del Automóvil de Essen de 1990.

### Total de ediciones
- LS
- GL
- GLS
- GLT (desde agosto de 1992)
- CD
- 3000 (1986–1990)
- 3000-24V (1990–1992)
- 24V (en Caravan desde agosto de 1990 hasta final de producción; en sedán hasta 1992)

A continuación también existieron ediciones especiales:
- GL Diamant (1988–1992)
- GLS Diamant (1988–1990)
- CD Diamant (1988–1993)
- Club (sólo Caravan)
- Travel (sólo Caravan, pero llegó a verse en la versión sedán en el mercado suizo)
- GL Sportive
- CD Sportive
- Sport

### Modelo de 6 puertas

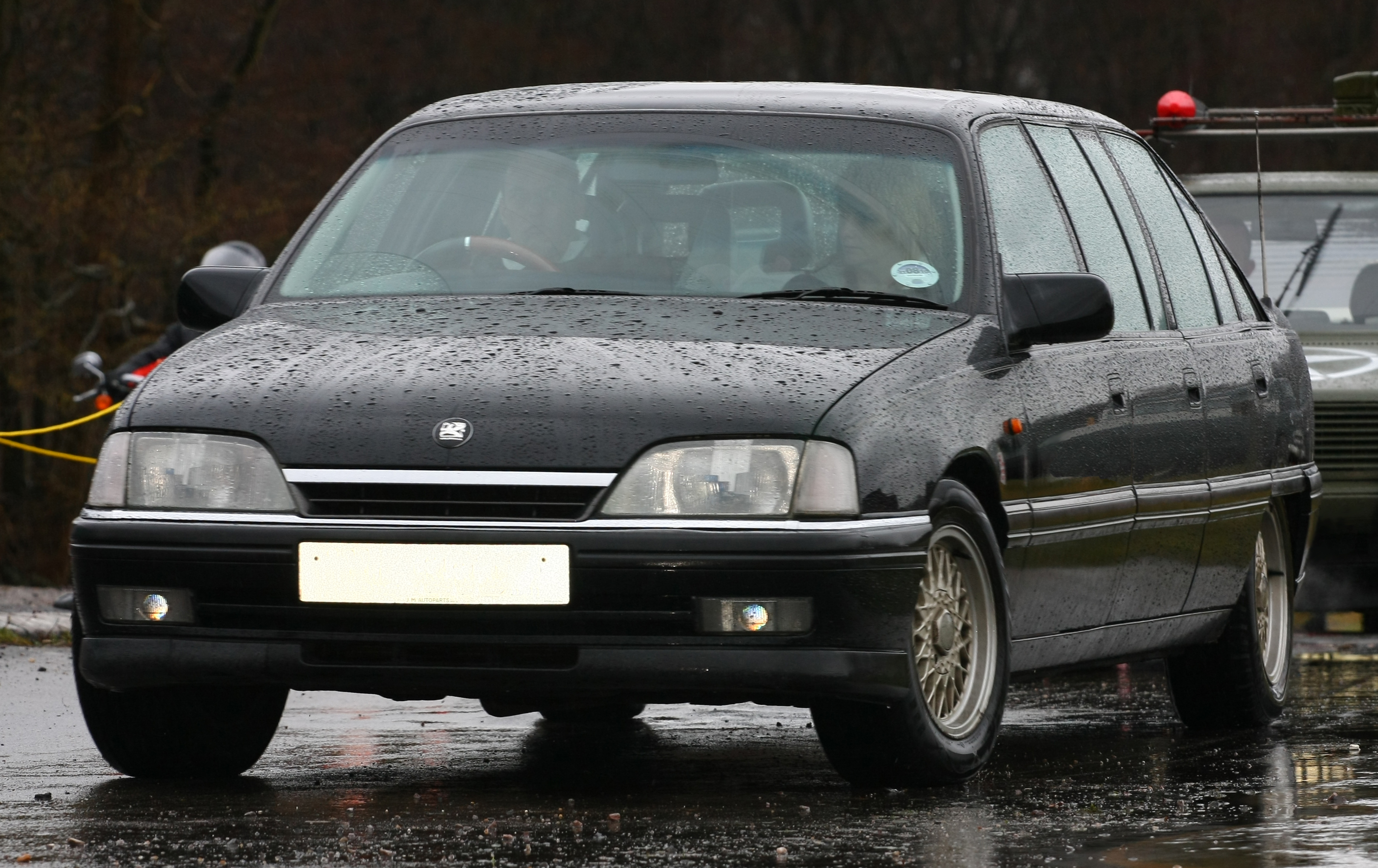
Vauxhall Omega de 6 puertas

En 1988, el carrocero de Arkansas Armbruster & Stageway construyó una versión alargada de seis puertas del Omega, que se vendió a través de Earnhart & Johansen.
A partir de 1989, Opel también ofreció una versión del Omega de seis puertas a través de sus redes de concesionarios. Tenía ocho plazas y una longitud exterior de 5,58 metros con un peso en vacío a partir de 1555 kg según equipamiento, la banqueta central fija y el mando a distancia para el desbloqueo de las puertas centrales eran opcionales.
También llegó a verse en mercados de Brasil y Chile, bajo la marca Chevrolet.

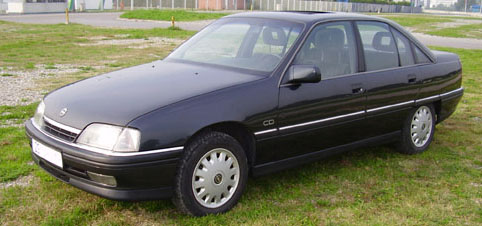
Vista de perfil (color negro)
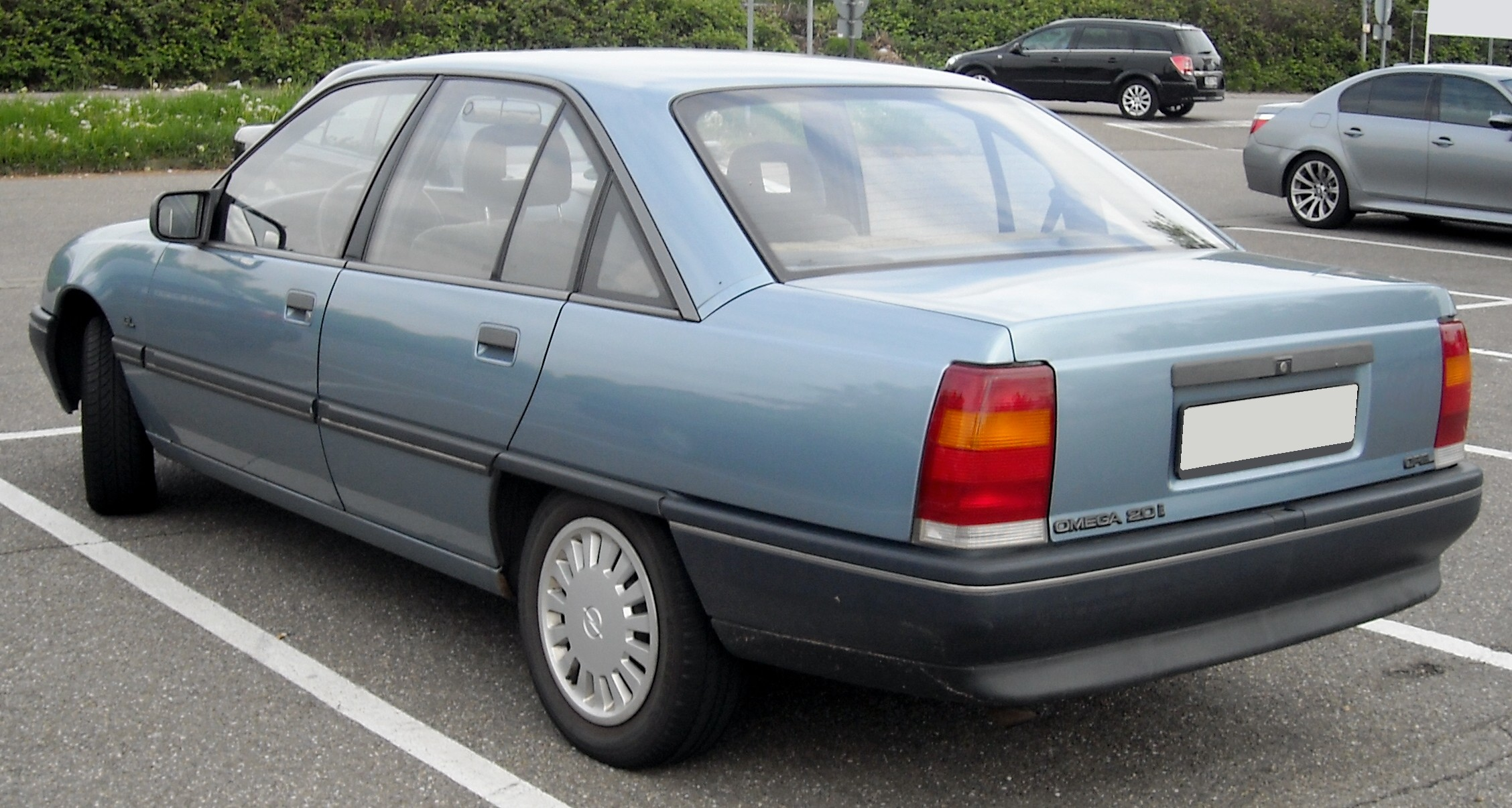
Vista posterior
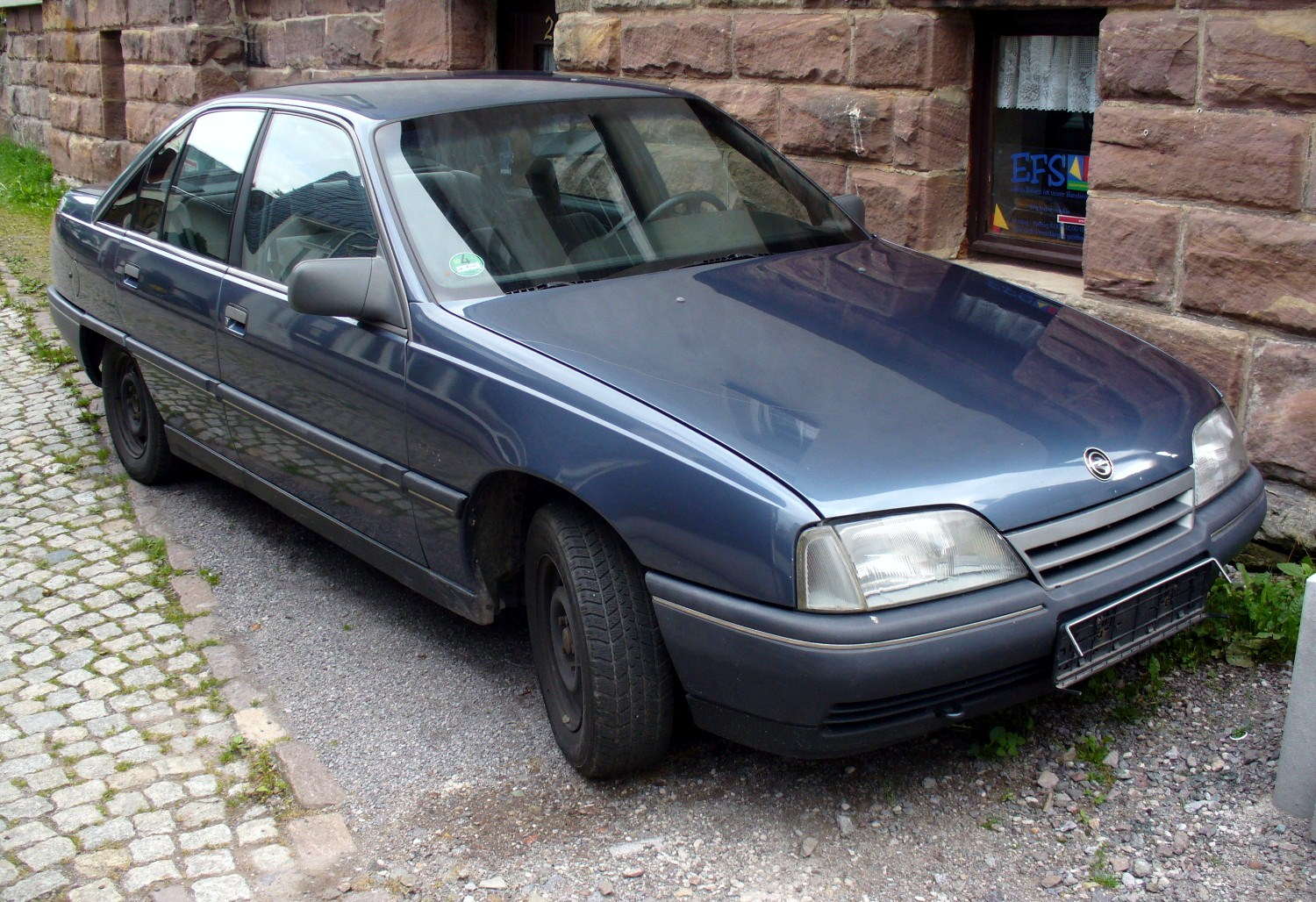
En color azul
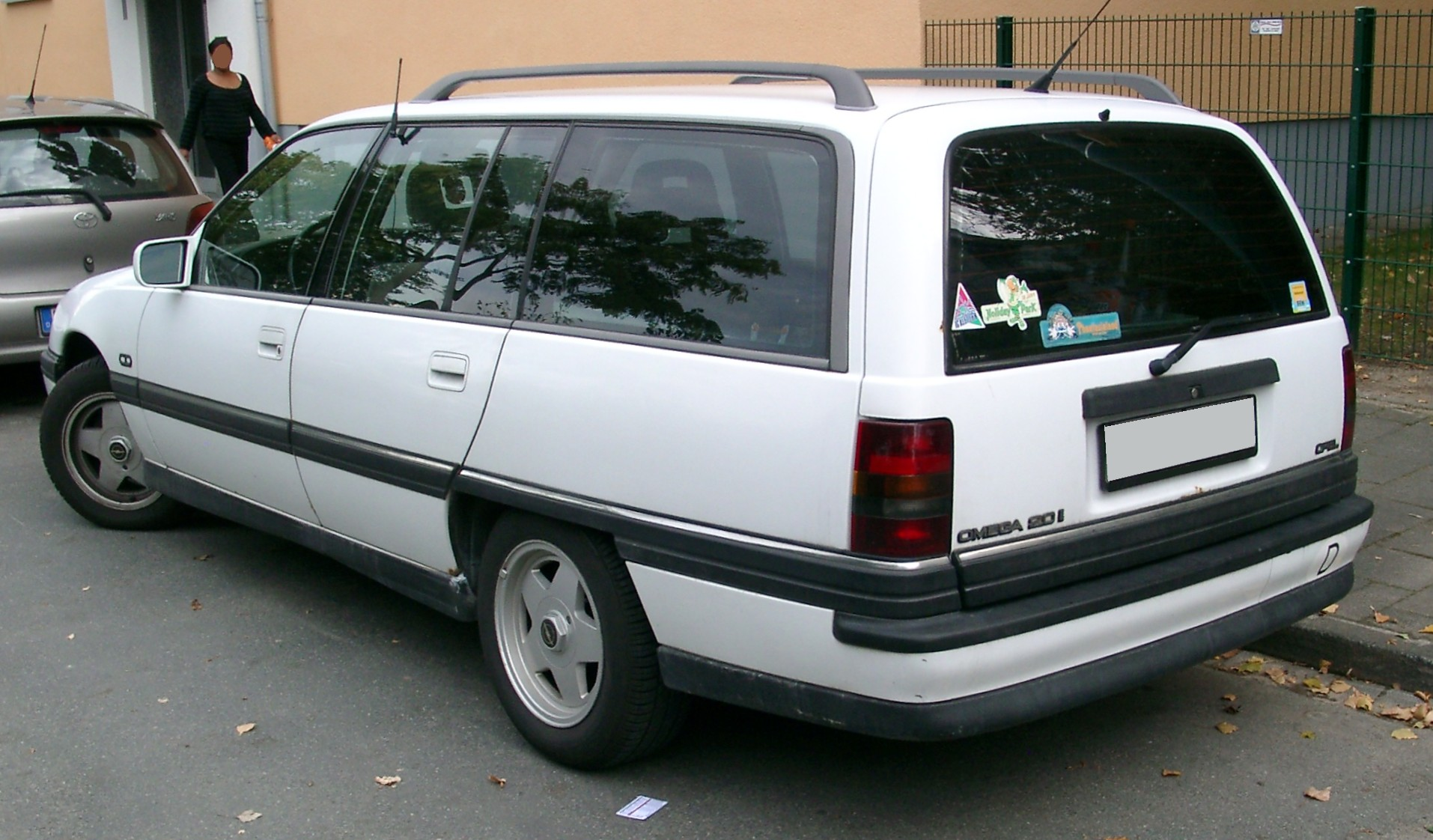
Vista posterior (familiar)
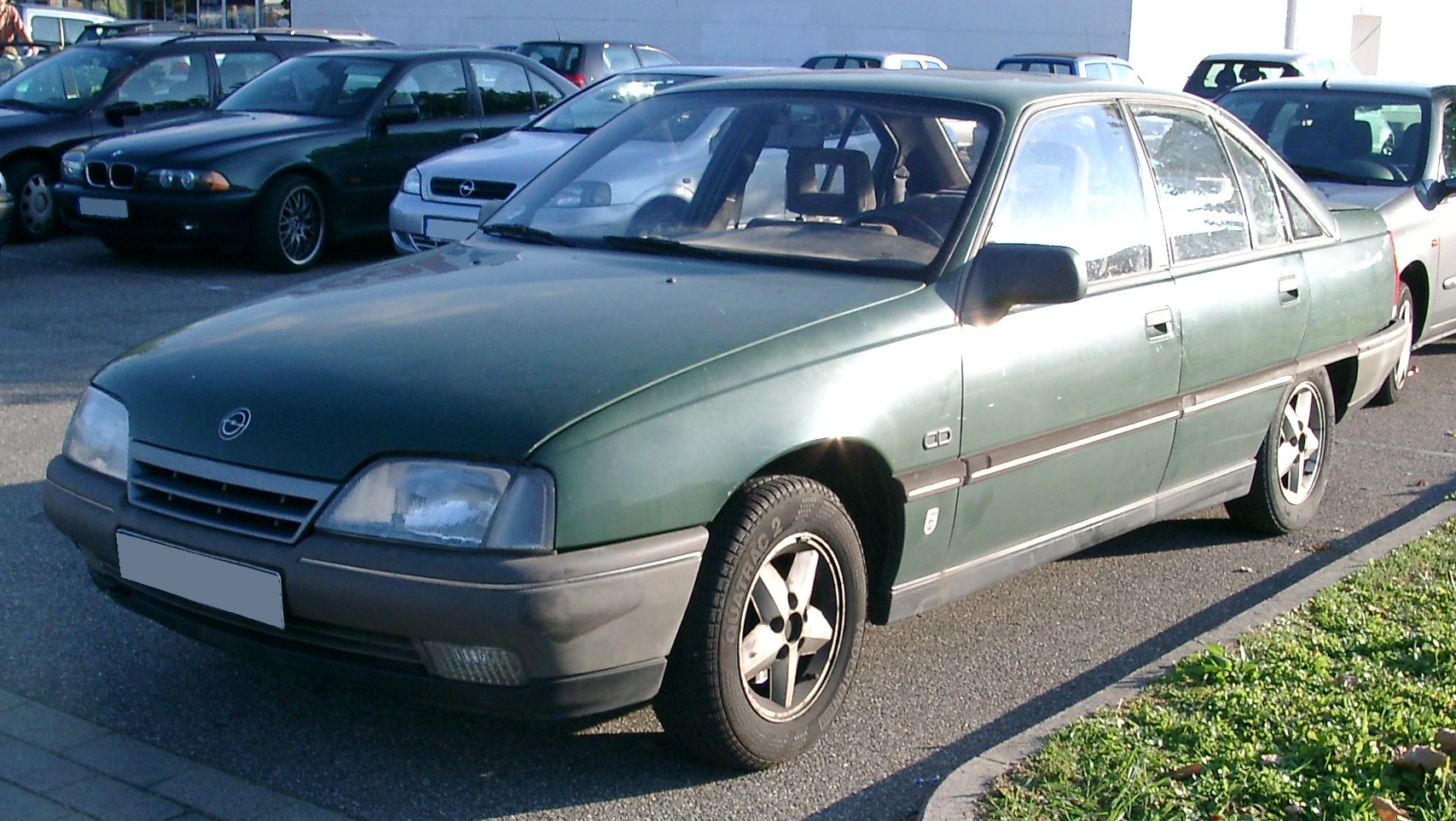
En color verde
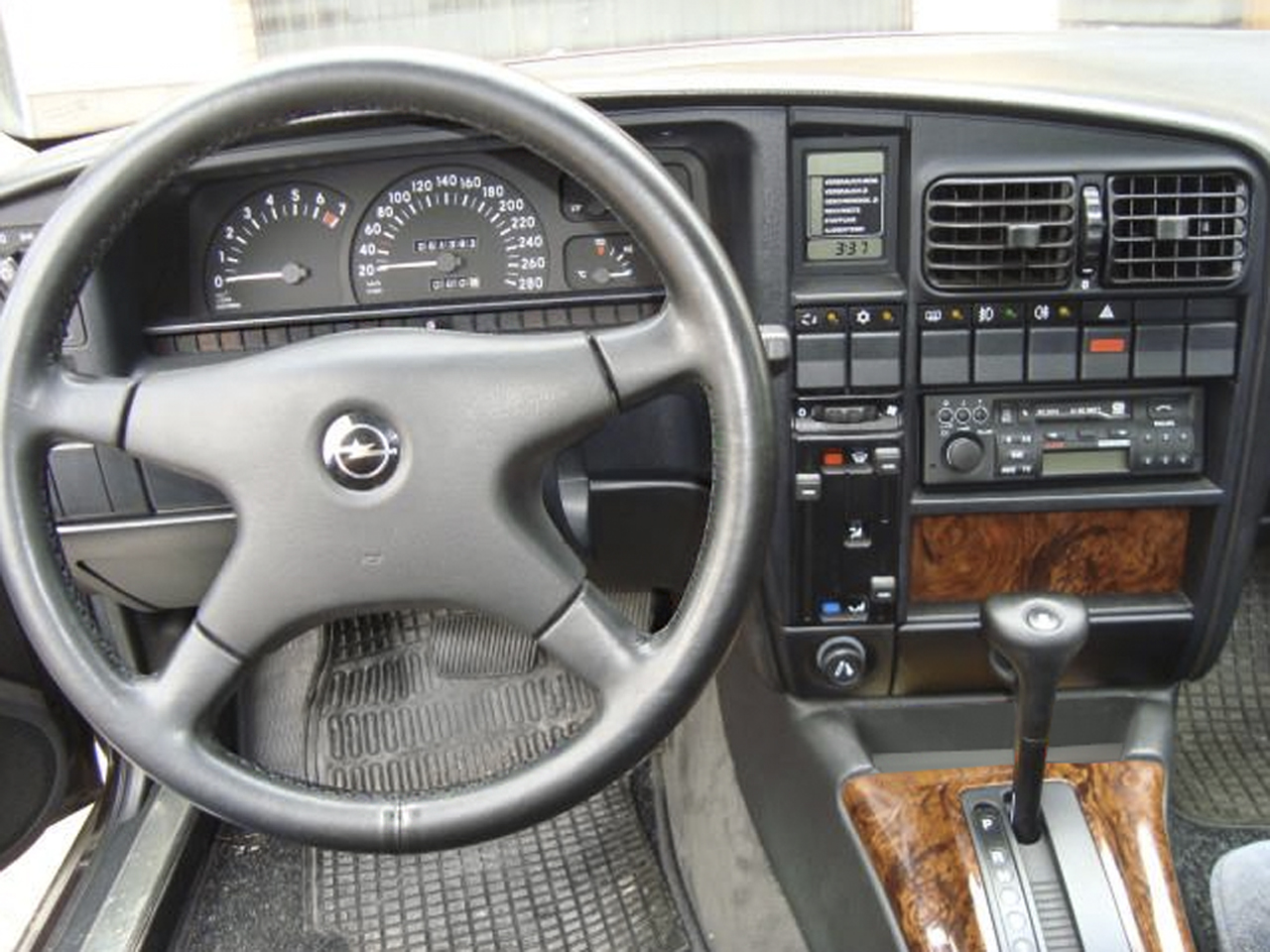
Salpicadero

## Omega B (1994-2003)

### Omega B1 (1994-2000)
Entrada la década de 1990 se filtraron imágenes de una maqueta pertenecientes a un estudio, con insignias de Opel y placas "D", en el mes de febrero de 1990 describiendo los medios en ese momento que el futuro sedán sería un coupé, especulando con un lanzamiento en los próximos años, 1992 o 1993. Ese mismo mes General Motors presentaba su prototipo Cadillac Aurora en el Salón del Automóvil de Chicago siendo este muy similar al estilo del diseño final del Omega B. Esta segunda generación, que ahora sí se denominó Vauxhall Omega en Gran Bretaña, salió el 29 de abril de 1994 en todo el mercado europeo y además de sustituir a la generación anterior también sustituyó al Senator, el cual fuera descontinuado en 1993. Fue el último modelo de Opel en utilizar la configuración de motor delantero con tracción trasera y esta generación llegó a venderse como Cadillac Catera en Estados Unidos, el cual se vendió desde 1996 hasta el otoño de 2001
A diferencia del modelo anterior, el nuevo Omega lucía completamente renovado, actualizándose a la época con líneas más suaves y afiladas aumentando considerablemente de tamaño hasta los 4,78 metros de longitud, similar a sus rivales, los también nuevos: el Audi A6 C4 que dejaba atrás la denominación 100 o el que saldría al año siguiente, el BMW Serie 5 E39. Era el nuevo buque insignia, ocupando por completo el segmento de lujo de la firma y para ello era notorio su tamaño respecto a la generación anterior y su equipamiento. Estaba disponible en versión sedán como en familiar y ofreció tres ediciones de diferente nivel de equipamiento y prestaciones: Omega, CD y MV6 siendo este último la base del Catera americano. Externamente, el modelo de Cadillac se diferenciaba del de Opel principalmente por una parrilla del radiador, parachoques y luces traseras modificadas y una consola central diferente con radiocasete integrada y control del climatizador a través de botones e interruptores. Eran prácticamente idénticos salvando detalles como el diseño de los antiniebla y parrilla delanteros o los pilotos traseros y que en el Catera solo se utilizaron el 3.0 y más tarde el V6 de 3.2 litros. La plataforma de esta generación también se modificó para formar la base del Holden Commodore australiano de tercera generación hasta 2006 el cual ya había comenzado con la serie VT de 1997.
En equipamiento de interior además de un rediseño completo que ganaba en espacio y calidad en comparación con la generación anterior, se incluyeron un nuevo sistema de airbag, aire acondicionado bi-zona así como un nuevo y rediseñado ordenador a bordo. En el apartado de motorizaciones, el motor de cuatro cilindros de gasolina instalado anteriormente con una cilindrada de 2.0 litros y 116 CV siguió sirviendo como motor básico, así como una variante de 16 válvulas con 136 CV. En los motores de gasolina de seis cilindros la gama inicial era completamente nueva, se incluía tres motores de gasolina de 2.0, 2.5 y 3.0 litros, y ya en los diésel, estaba disponible un motor turbodiésel de 2.5 litros de 6 cilindros en línea M51-D25, de 131 CV comprado a BMW el cual procedía del Serie 5, modelo 525tds. La unidad base de 2.0 litros estaba en el mercado tanto en la configuración de dos válvulas por cilindro como en las de cuatro válvulas y fue inicialmente la única unidad de 4 cilindros. Los motores V6 presentaron culatas de aleación ligera con cuatro válvulas por cilindro, a esto se agregó el sistema Multi-Ram, que puede variar la longitud de la vía de admisión en varias etapas según la velocidad del motor, lo que proporcionó más par, especialmente en el rango de velocidad más bajo. Cabe destacar que en esta generación del Omega todos los motores se instalaron longitudinalmente y el diseño compacto y corto de los motores V6 también los hizo aptos para la instalación transversal en vehículos con tracción delantera por lo que el V6 de 2.5 litros también se ofreció en el sedán mediano Vectra y en el deportivo Calibra.
En otoño de 1994, año del lanzamiento de la gama, se mejoró la protección anticorrosión y se levantó el capó en la parte trasera para reducir el aleteo del limpiaparabrisas. Además, el aire acondicionado recibió un evaporador con revestimiento interior mejorando también el rendimiento del control del techo corredizo y se modificó el porta-alfombrillas interior.
Las cajas de cambios también sufrieron cambios importantes. La transmisión automática AR-35 (para el motor X30XE), la relación del eje trasero se cambió de 1:3.9 a 1:3.7. La caja de cambios AR 25 recibió un convertidor más grande y el embrague de bloqueo del convertidor se cambió para el modelo con motor 2.5 TD. Las transmisiones manuales recibieron amortiguadores de vibraciones.
En 1995, fue nominado al Coche del Año en Europa, quedando tercero con 272 puntos tras el Fiat Punto y el Volkswagen Polo. Para el modelo de este año se añadieron al catálogo nuevos colores de pintura, el aire acondicionado ahora está controlado electrónicamente con sensor solar y debido a las novedades tecnológicas que surgieron en aquel momento se introdujo un climatizador bi-zona y una renovación de la radio. El cierre centralizado y el sistema de alarma antirrobo ahora se controlaban por radiofrecuencia en lugar de infrarrojos, el intervalo variable del limpiaparabrisas se ajustó mediante una rueda moleteada en la palanca de esta y se han mejorado el aislamiento acústico del compartimento del motor, los ajustadores de los respaldos de los asientos delanteros, la supresión de interferencia de radio de las unidades de control para la transmisión automática y la salida de calefacción ahora se realiza a través de una bomba adicional.
Otras novedades consistieron en que los frenos de puerta con resorte de torsión ahora se usaban en las puertas traseras, un nuevo sistema de airbag de generador híbrido, nuevas cerraduras de seguridad y cubierta de compartimiento de carga de la caravana y el montaje de la viga del eje trasero. Además, se introdujo un cárter de aceite de motor de aluminio de dos piezas para el motor X20XEV y la palanca de cambios se acortó 25 mm en todos los modelos.
En verano de 1996, para el modelo de 1997 el ajuste de altura del volante, el cambiador de CD y el mando a distancia en el volante se ofrecieron como equipamiento opcional para el Omega. En cambio los airbag laterales y los tensores de cinturón se convirtieron en equipo estándar y la consola central recibió una revestimiento de madera preciosa como adorno, ahora había un ventilador de cinco etapas y se introdujo el control de tracción con intervención de frenos. Otros cambios incluyeron un cambio de material para las mangueras de combustible y un mejor sellado del sistema de escape. Desde febrero de 1997 ya se podía pedir el sistema de navegación.
Para el modelo de 1998 lanzada en el otoño del año anterior se introdujeron algunos cambios y novedades: los reposacabezas ahora completamente tapizados en los asientos los cuales incluyeron la novedad de que se podían plegar hacia adelante así como también el central trasero en la versión Caravan, además se amplió el espejo retrovisor interior y se mejoró las bisagras y el pestillo de la cubierta del reposabrazos central. Como novedades se incluyó el sensor de control de nivel, un sistema de antibloqueo de frenos 5.3 o 5.3/TC, en el cuadro de instrumentos ahora se incluyeron luces de advertencia para las luces antiniebla delanteras y traseras además de tener disponible ahora el control de crucero, el cual llevaba la edición MV6. Como cambios a tener en cuenta, en el mando integró ahora el control del sistema antirrobo y los faros elipsoidales de vidrio con luz halógena se hicieron estándar suprimiendo los faros de estética rallada con bombilla H1 presentes en los modelos anteriores, también las luces de xenón disponibles como extras adicionales. Además también estaba disponible un nuevo sistema de radio y se introdujo el sistema de comunicaciones OnStar, proporcionado por la propia General Motors al igual que tenía incorporado en sus modelos de Cadillac y Buick. Por último, el reloj de a bordo ahora podría configurarse a través de la señal Radio Data System (RDS), el sistema de frenos ahora siempre estaba instalado en todos los modelos del mercado y una característica que se introdujo en la edición MV6, el diferencial de autoblocante, ya se podía pedir como extra. 
El motor 2.0 litros de 16 válvulas (X20XEV) recibió balancines y modificaciones en el sistema de admisión para mejorar la suavidad y los niveles de ruido. En el motor 3.0 litros de 24 válvulas (X30XE) la culata, el colector de admisión y la unidad de control del motor se han modificado para aumentar el rendimiento reduciendo el ruido, y la presión dinámica se ha reducido mediante el silenciador trasero. Además, todas las transmisiones automáticas recibieron un bloqueo electromecánico mediante una palanca selectora. 
En la gama de motores diésel, a partir de diciembre de 1997 se agregó al ya existente turbodiésel de origen BMW de 2.5 litros y 6 cilindros en línea un nuevo motor de 4 cilindros de inyección directa de 2.0 litros como base de la gama diésel. Desde febrero de 1998, todos los modelos de la gama están equipados con una tercera luz de freno, equipada con tecnología LED en el sedán y bombillas halógenas H1 en el Caravan. Por último, el interruptor para el control de tracción se colocó encima de la radio (con el símbolo TC), la unidad de control del inmovilizador se aseguró para que no se sacara de la cerradura de encendido y la botonera del salpicadero central recibió un lavado de cara cambiando las ruletas por botones en el climatizador. En 1999, las dos unidades base de 2.0 litros fueron reemplazadas por un nuevo motor de 2.2 litros de 16 válvulas convirtiéndose este después en la base de la gama.
Este mismo año el sistema de seguridad para asientos infantiles Opel Fix empezó a estar disponible bajo demanda. El sistema de navegación ahora vino directamente de Opel y era estándar en el Omega MV6. Nuevamente, se ofreció un nuevo sistema de radio mejorado y se cambió ligeramente la cubierta de carga del compartimento de la versión Caravan. Como cambios misceláneos la llave tiene una carcasa modificada siendo rectangular de goma y el aire acondicionado se convirtió en estándar, y en el apartado de motores, los de gasolina ahora usaban tecnología de cuatro válvulas. 
En el motor V6 de 2.5 litros (X25XE), la relación del eje trasero se ha acortado y la geometría y el material de la correa dentada se han cambiado en todos los V6 para minimizar el ruido. También hubo cambios en el sistema de circulación de aceite.
A partir de febrero de 1999 se instaló un convertidor catalítico mejorado. El modelo especial Edition 100 también se ofreció a partir de ese momento.

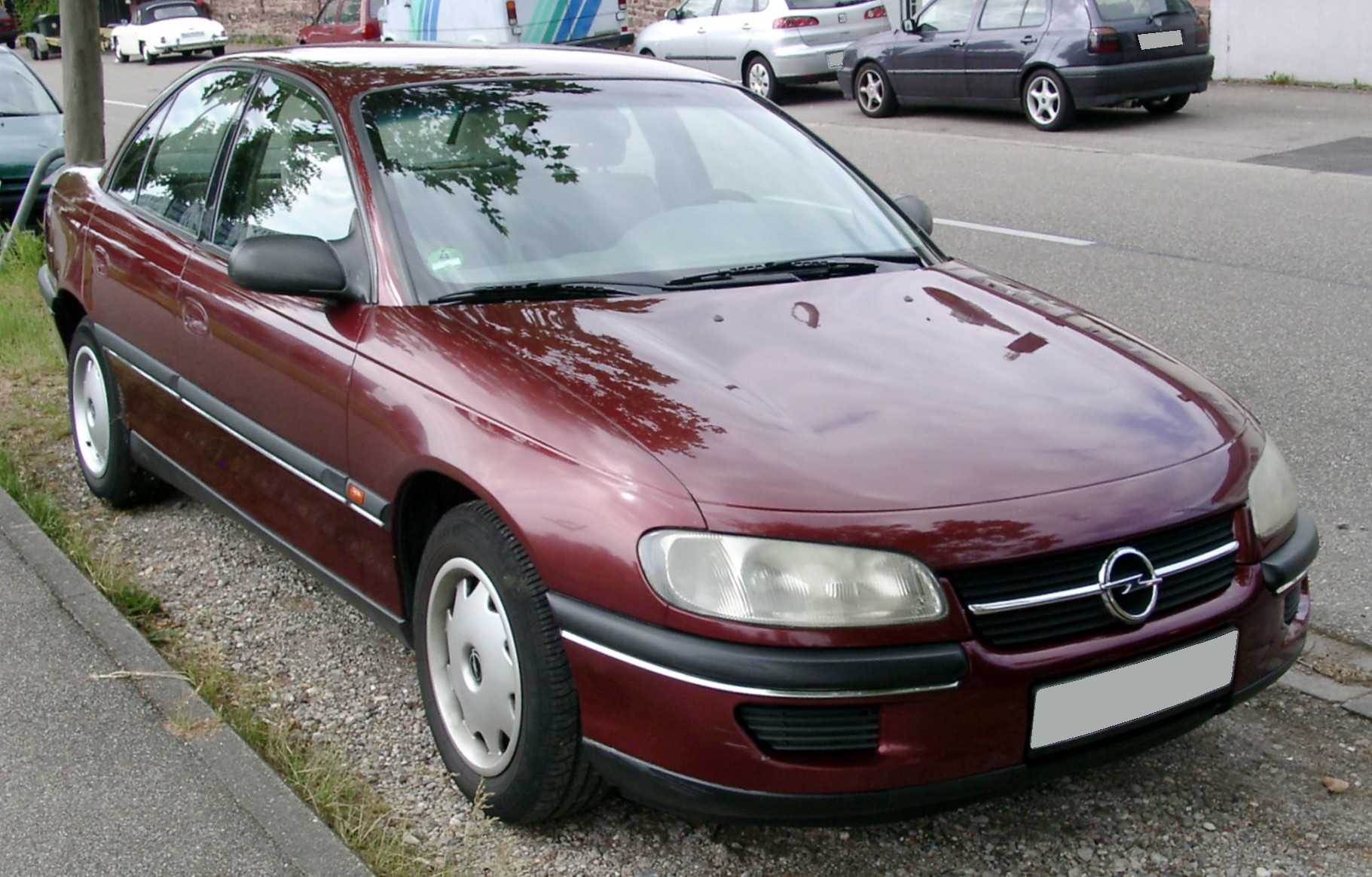
Vista delantera
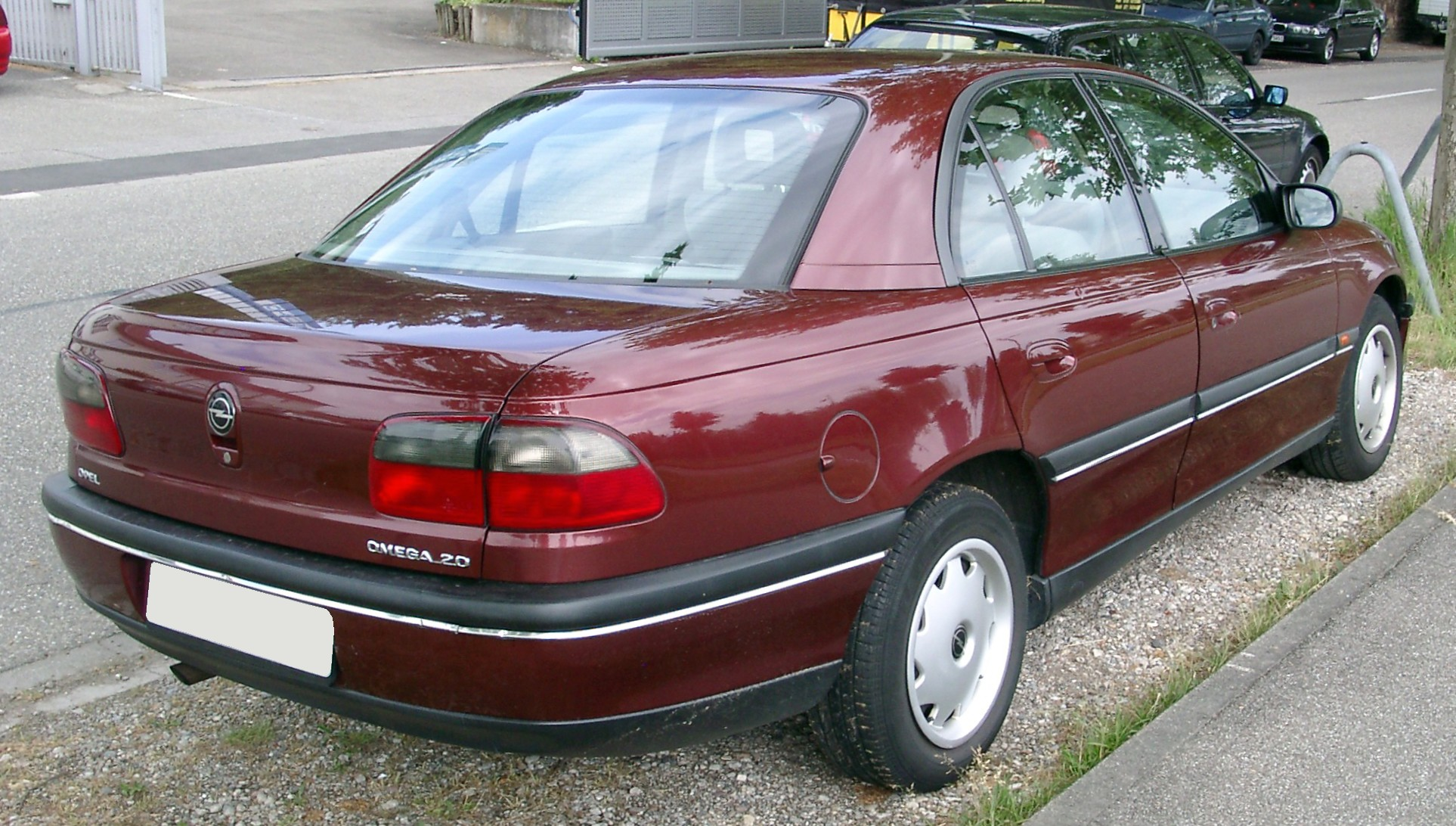
Vista trasera
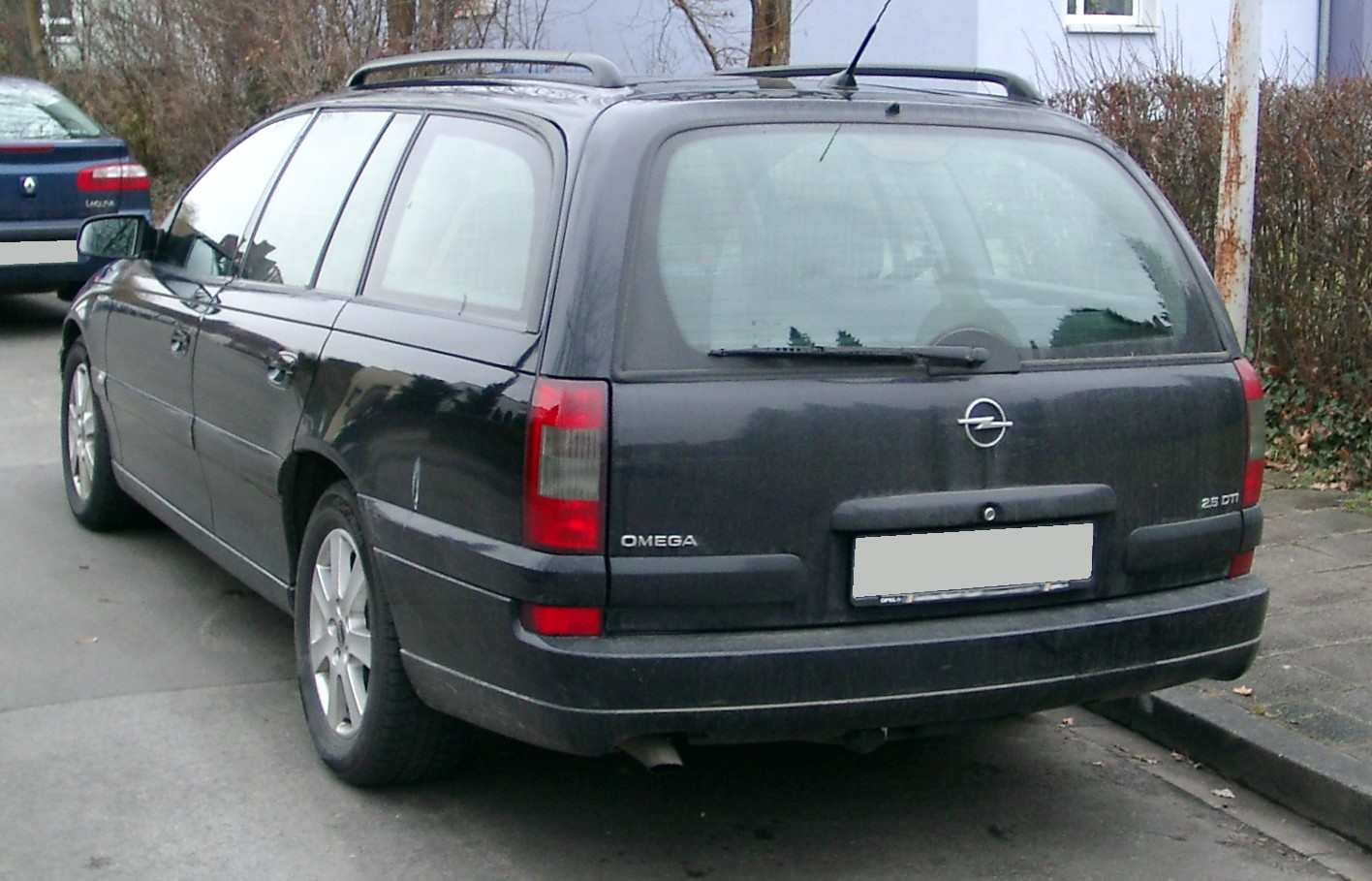
Versión Caravan
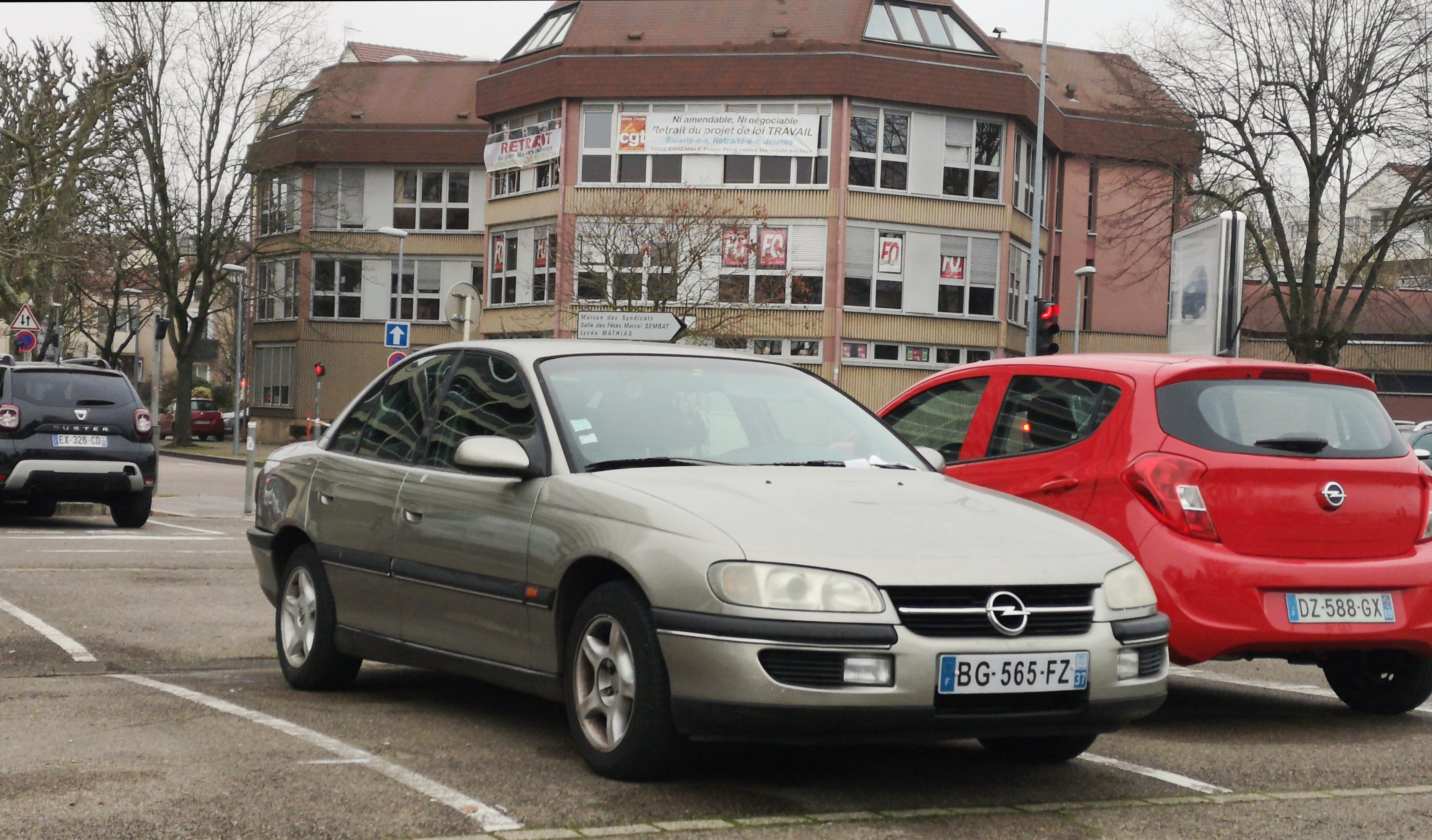
En carrocería beige
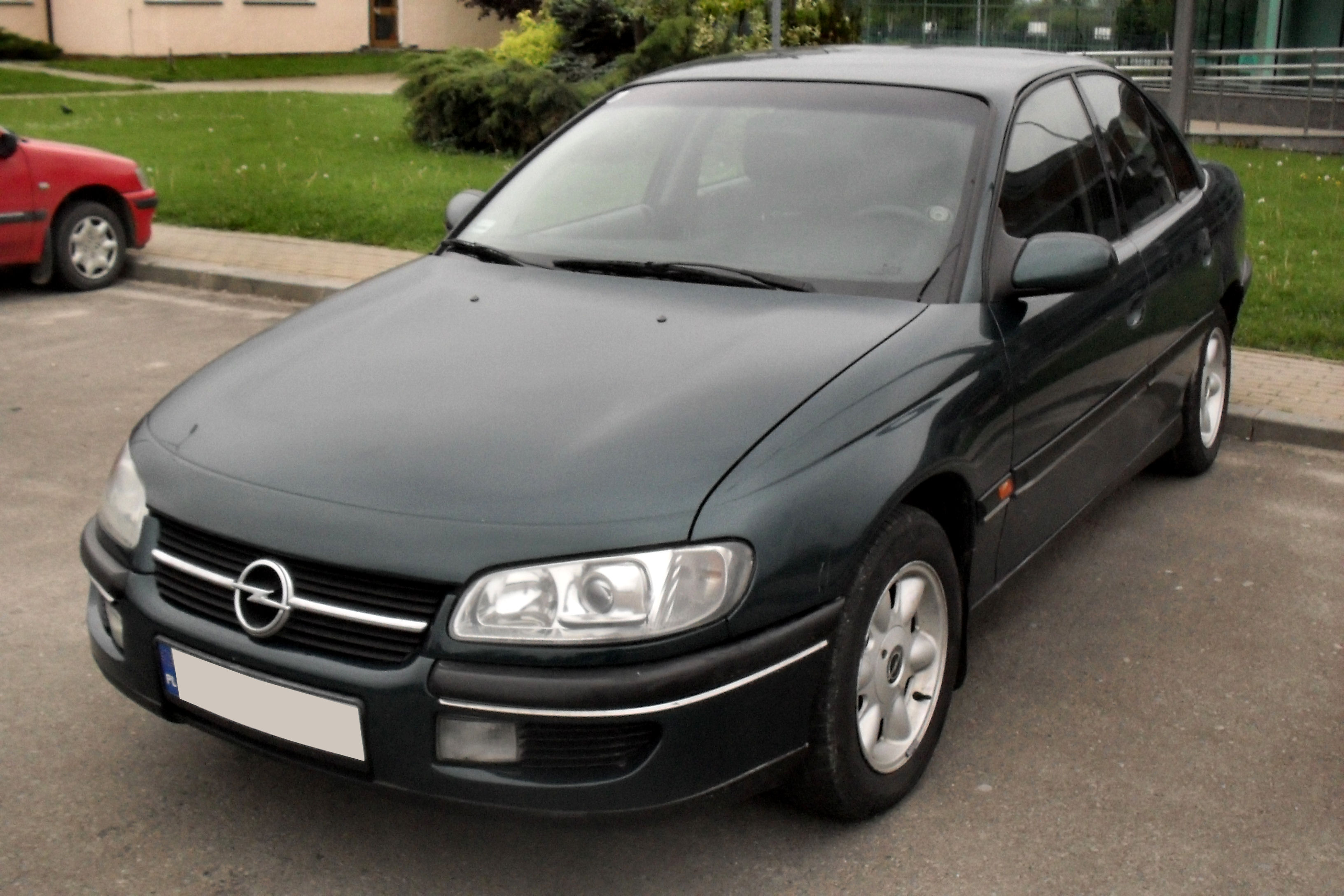
En color verde jungla
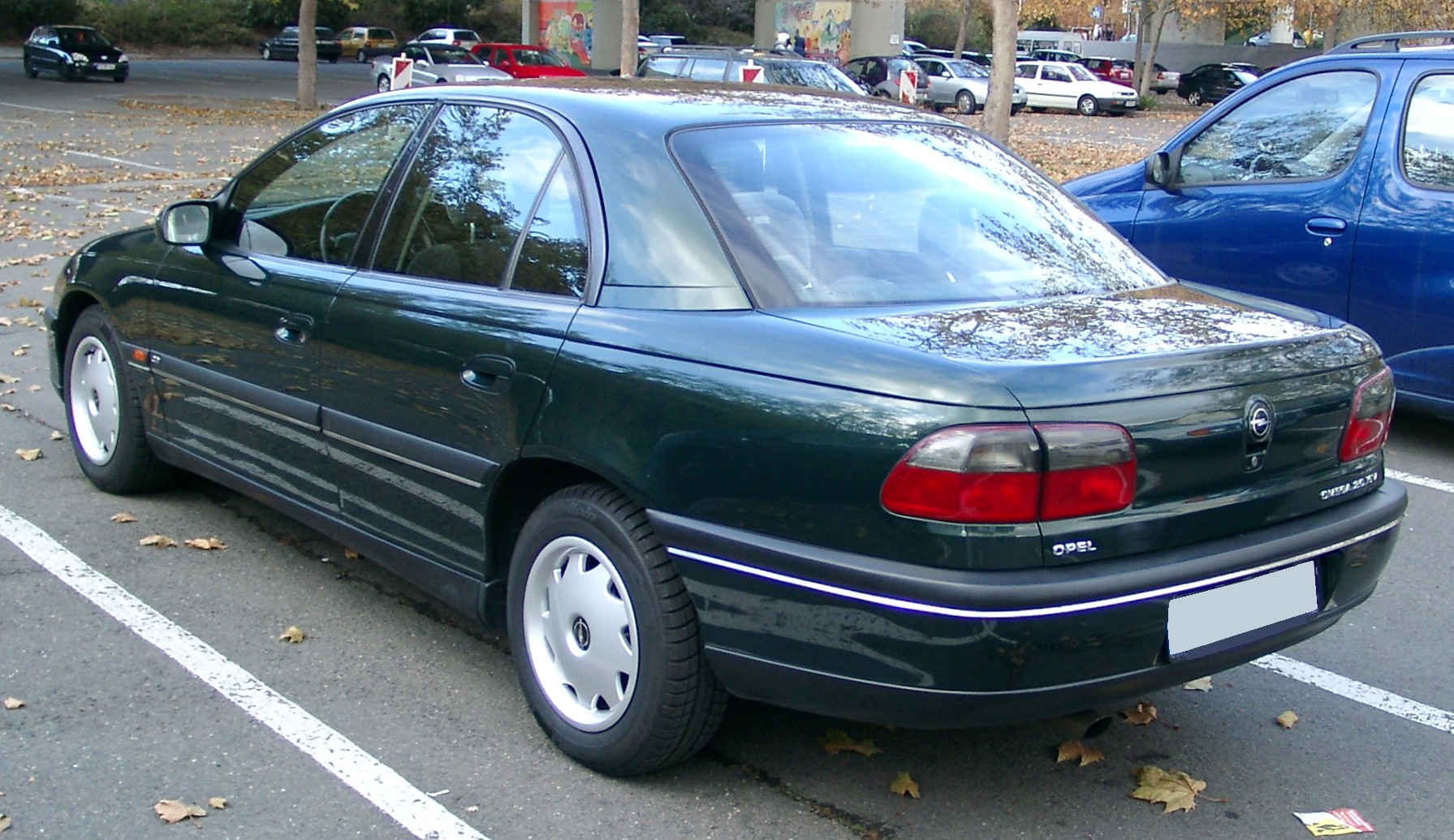
En color verde jungla trasera
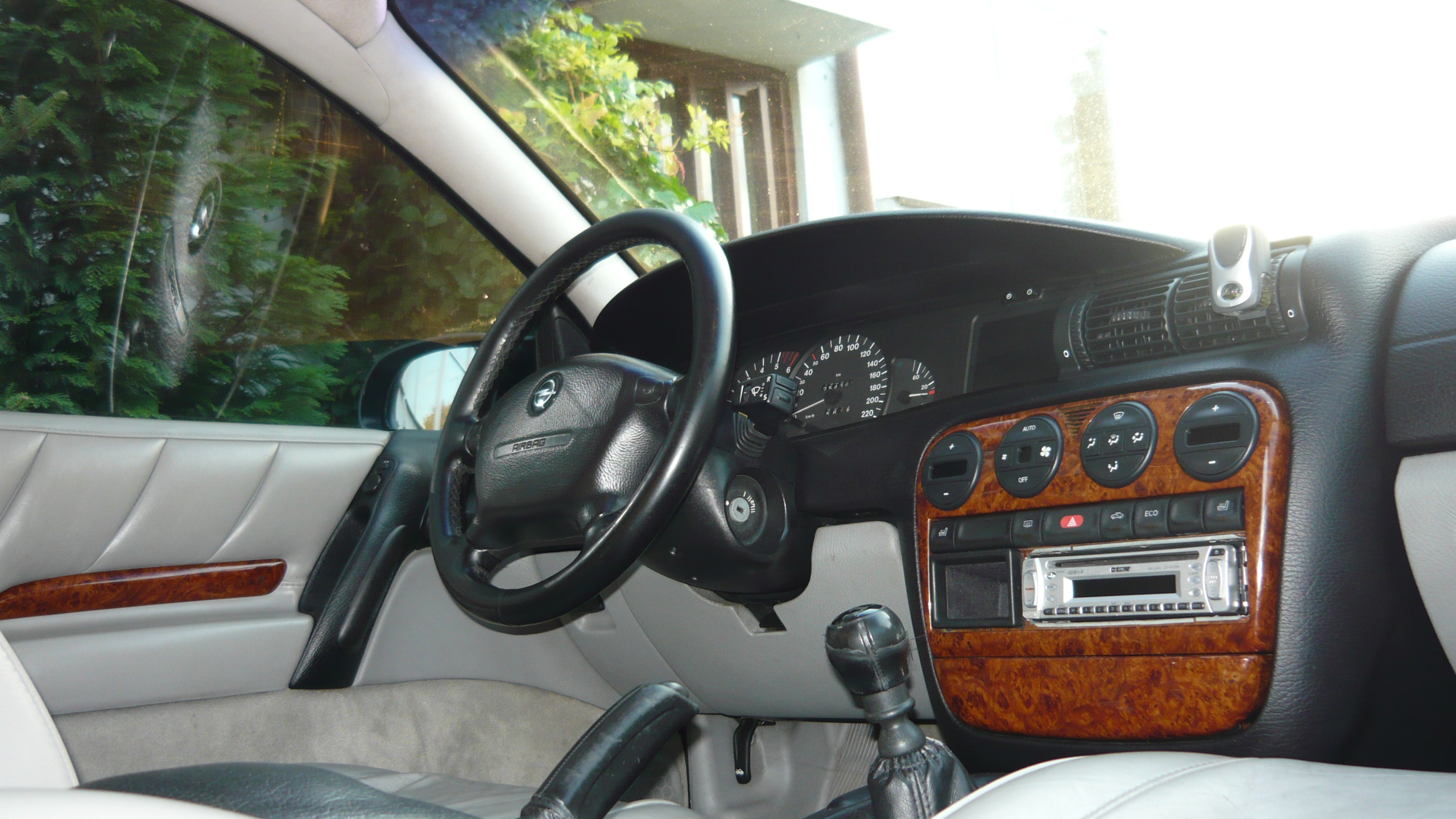
Vista del interior
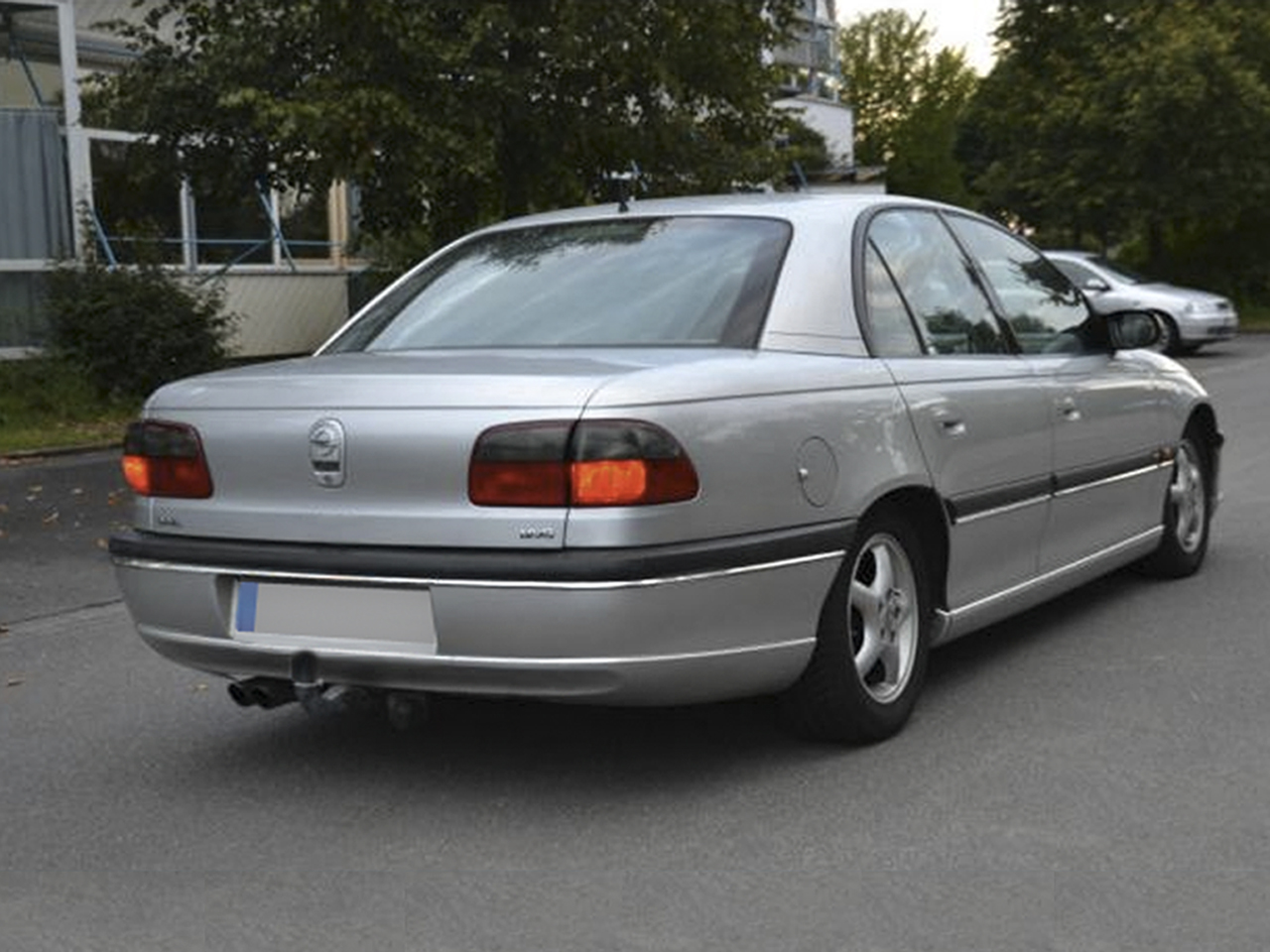
Edición MV6
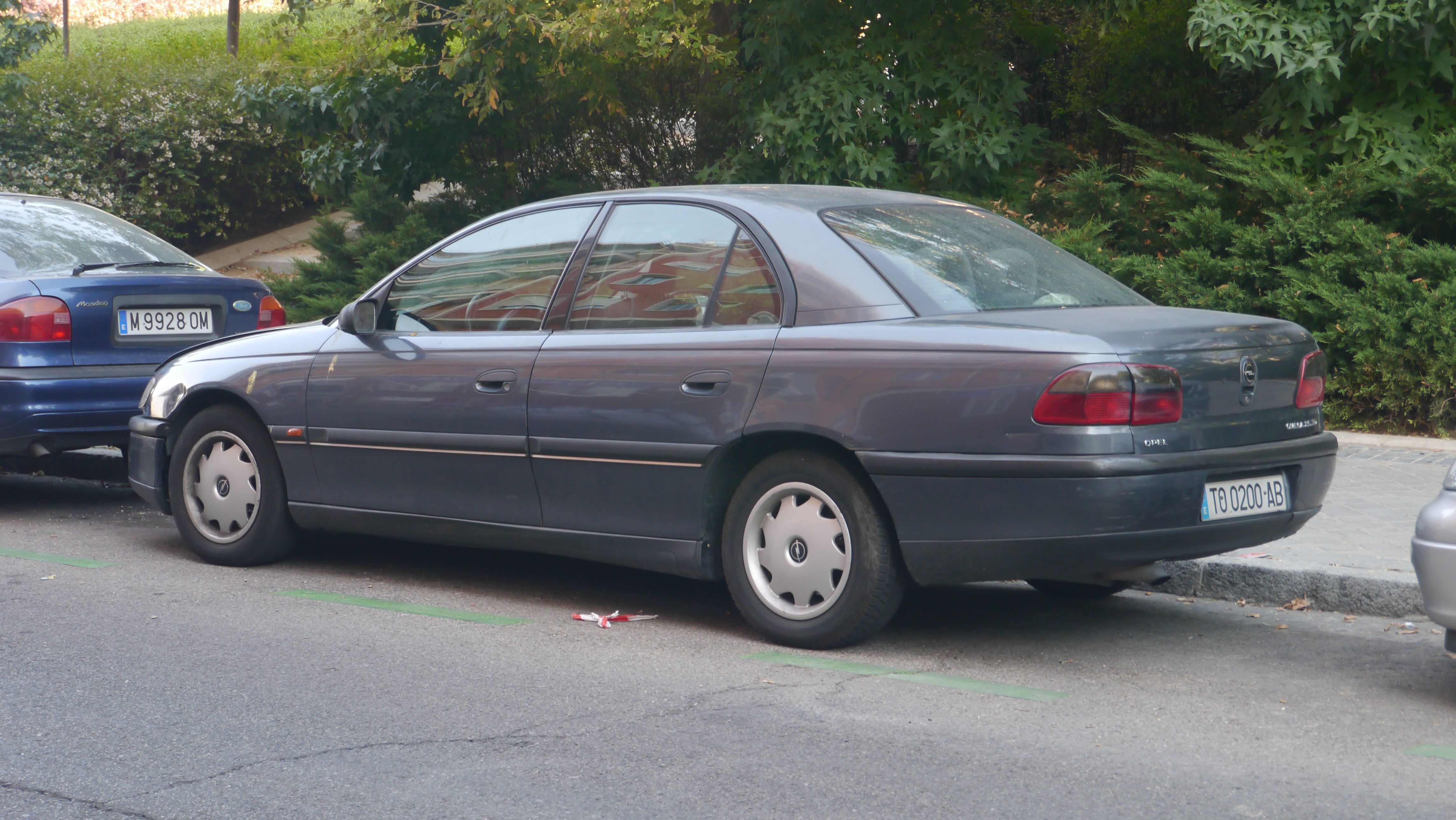
Color gris oscuro

### Omega B2 (1999-2003)
En agosto de 1999, a falta de escasos meses para el fin del milenio el Omega recibió una profunda revisión teniendo esta versión modificada con el nombre interno de Omega B2, con el objetivo frente a sus rivales de mejorar el equipamiento, motores y mecánicas, así como también recibió un interior completamente rediseñado como la botonera, ordenador, radio central y los paños de las puertas. También se hicieron cambios en el exterior reduciendo en gran medida las tiras cromadas salvo las de los parachoques y laterales que ahora tenían el color de la carrocería, los espejos laterales fueron rediseñados al igual que los pilotos traseros y las llantas de aleación. La gran cantidad de novedades presentes, las cuales muchas era un completo rediseño del vehículo hicieron que el Omega fuese superior en tamaño a su antecesor, en longitud medía 4.89 m frente a los 4.79 m del Omega B1, con un aumento de un decímetro. Las ediciones en esta versión eran: Omega, Sport, Elegance y Executive, esta última reemplazó a la MV6 anterior.
En el apartado de equipamiento se abordó las nuevas tecnologías que estaban acechando al mundo del automóvil en aquel momento. En el interior se incorporó un nuevo ordenador a bordo, ahora ofrecía una pantalla gráfica con Sistema de Posicionamiento Global (GPS) además del rediseño de todos los avisos e información proveniente del coche. Además de una nueva variedad de tapicerías de asientos también incluyó reposacabezas activos, un nuevo rediseño en los paños de las puertas con la novedad de bolsillos plegables, un reposabrazos completamente abatible y una nueva radio en formato de tamaño doble DIN con sistema de audio Bose, la cual esta se ofrecía en el acabado Elegance y Executive. Por último destacar que el climatizador automático bi-zona se convirtió en estándar a diferencia de la versión anterior.
A nivel de seguridad una novedosa característica fue el control de estabilidad (ESP), con el fin de actuar sobre las ruedas individualmente para evitar derrapes en situaciones de tiempo adverso o de accidente, y un servofreno de potencia rápida. La edición Executive contenía prácticamente todo el catálogo excepto el techo corredizo y la pintura metalizada que eran por encargo, incluía características como tapicería de cuero, asientos ajustables eléctricamente, luces de xenón, control de crucero, radio con cambiador de CD y teléfono.
El motor de 2.0 litros de 16 válvulas (X20XEV) incluido en las anteriores gamas fue eliminado y reemplazado por un motor de 2.2 litros y 16V incluyendo una mejora en el inmovilizador electrónico, además desde este momento Opel en todos sus modelos concedió una garantía de diez años contra la oxidación, la cual es un fenómeno recurrente en países de Europa del norte.
Para el modelo del año 2001 todas las versiones de 6 cilindros recibieron frenos traseros con discos ventilados de 286 × 20 milímetros. Se introdujo un enfriador para el aceite de transmisión en los modelos automáticos para poder ampliar la resistencia térmica en estos modelos. Se instaló un parabrisas de metal reflectante de calor con siete capas de vapor y se utilizó un refrigerante de motor libre de silicatos como relleno de por vida. Los marcadores laterales ahora son blancos, el encendedor de cigarrillos en la parte trasera ha sido reemplazado por un enchufe de 12 voltios y la unidad de control del motor (ECU) tiene capacidad OBD-2, la cual era fácilmente reconocible por el equipo Opel Tech2.
En octubre de 2000 se cambió el motor 2.5 V6 (X25XE) por el 2.6 V6 (Y26SE) y el diésel de 2.0 litros (X20DTH) por un diésel de 2.2 litros (Y22DTH). El 2.2 DTI con transmisión manual R-30 recibió un embrague autoajustable. Además, se mejoró la dirección asistida, que ahora ofrecía una mayor asistencia al ralentí.
Desde febrero de 2001, el motor V6 de 3.2 litros (Y32SE) reemplazó al anterior 3.0 V6 (X30XE).
Llegada la primavera de ese año, se ofreció la edición Design Edition, esta ofrecía un motor de seis cilindros en V y una potencia de 218 CV y 290 Nm de par a 3490 rpm siendo una transmisión automática de 4 velocidades. En el equipamiento se incluía faros de xenón, sistema de navegación NDCR el cual combina teléfono, navegador y sistema de sonido Bose, suspensión con control constante de altura y climatizador automático; además que en el exterior al igual que el resto de la carrocería la parrilla delantera va pintada del mismo color. El coste de esta edición era en España de unas 6.275.000 pesetas, lo que serían 37.713 euros en la actualidad.

Para el modelo del año siguiente, del 2002, se instaló el motor diésel de 2.5 litros (Y25DT) comprado a BMW y se incluyó al catálogo de modelos de ese año. El 2.5 DTI también estuvo disponible junto con una transmisión automática de cinco velocidades (GM 5L40-E). El sistema de DVD Audio-Vision se pudo pedir como extra opcional.

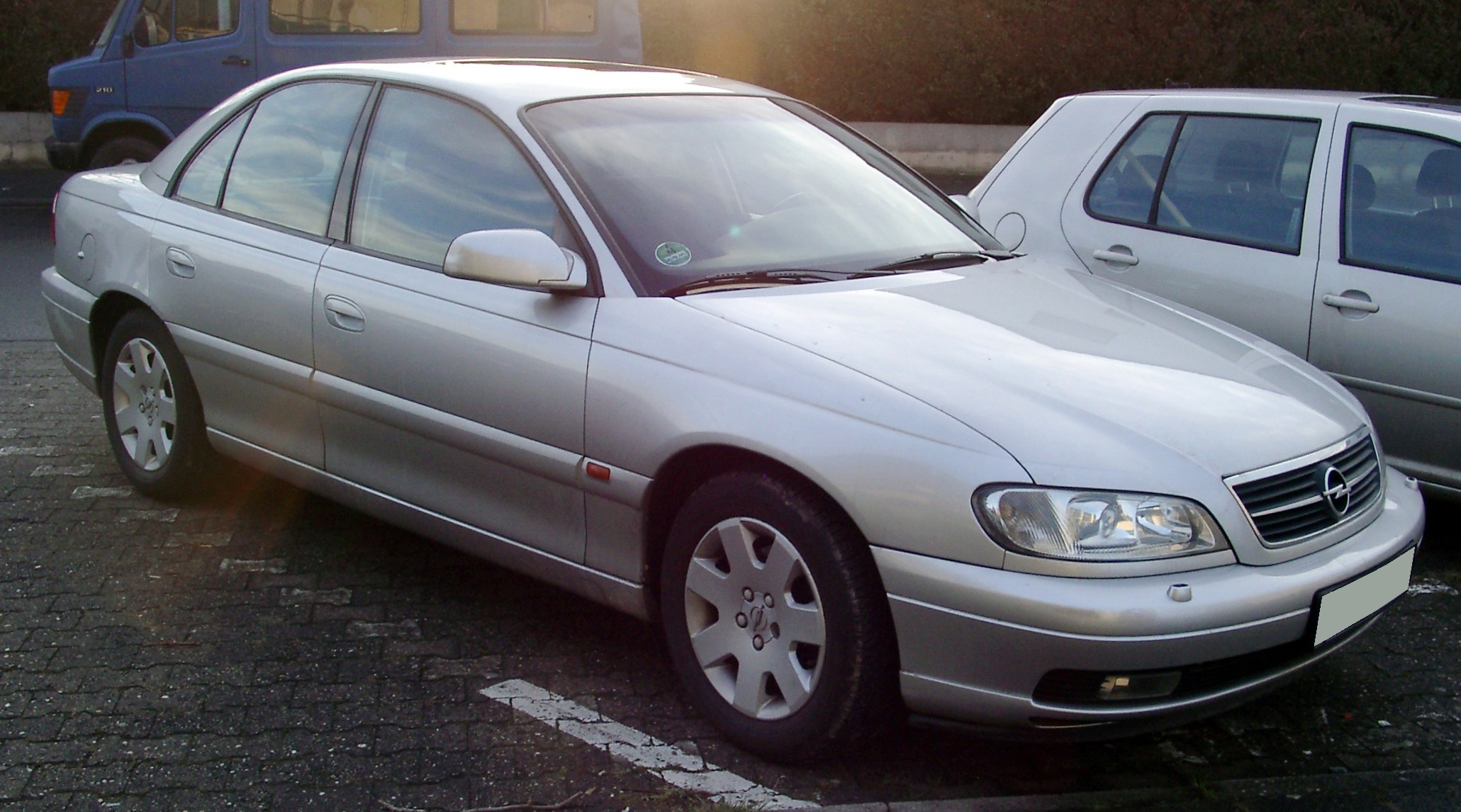
Vista delantera (color plateado)
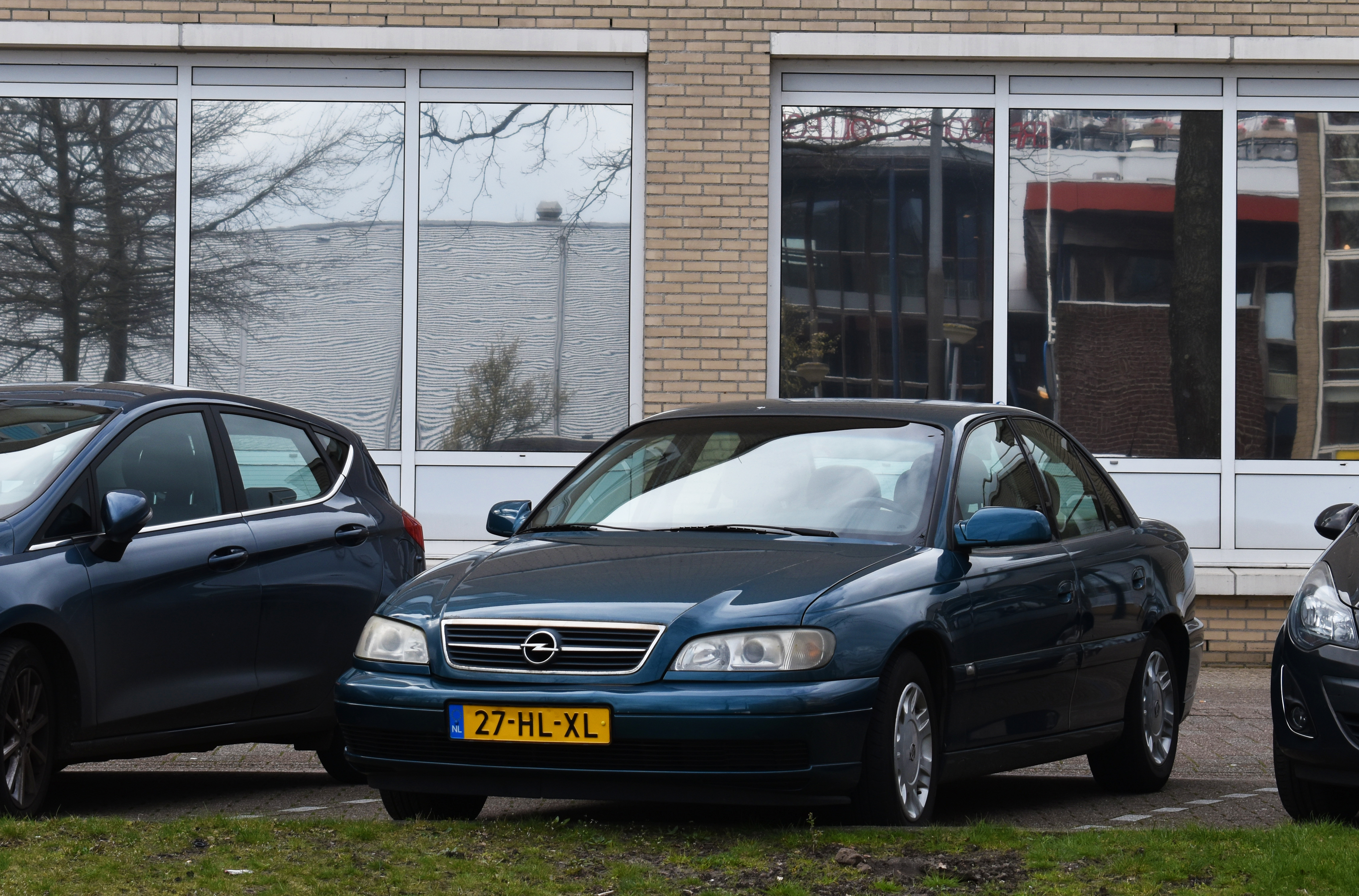
Vista delantera
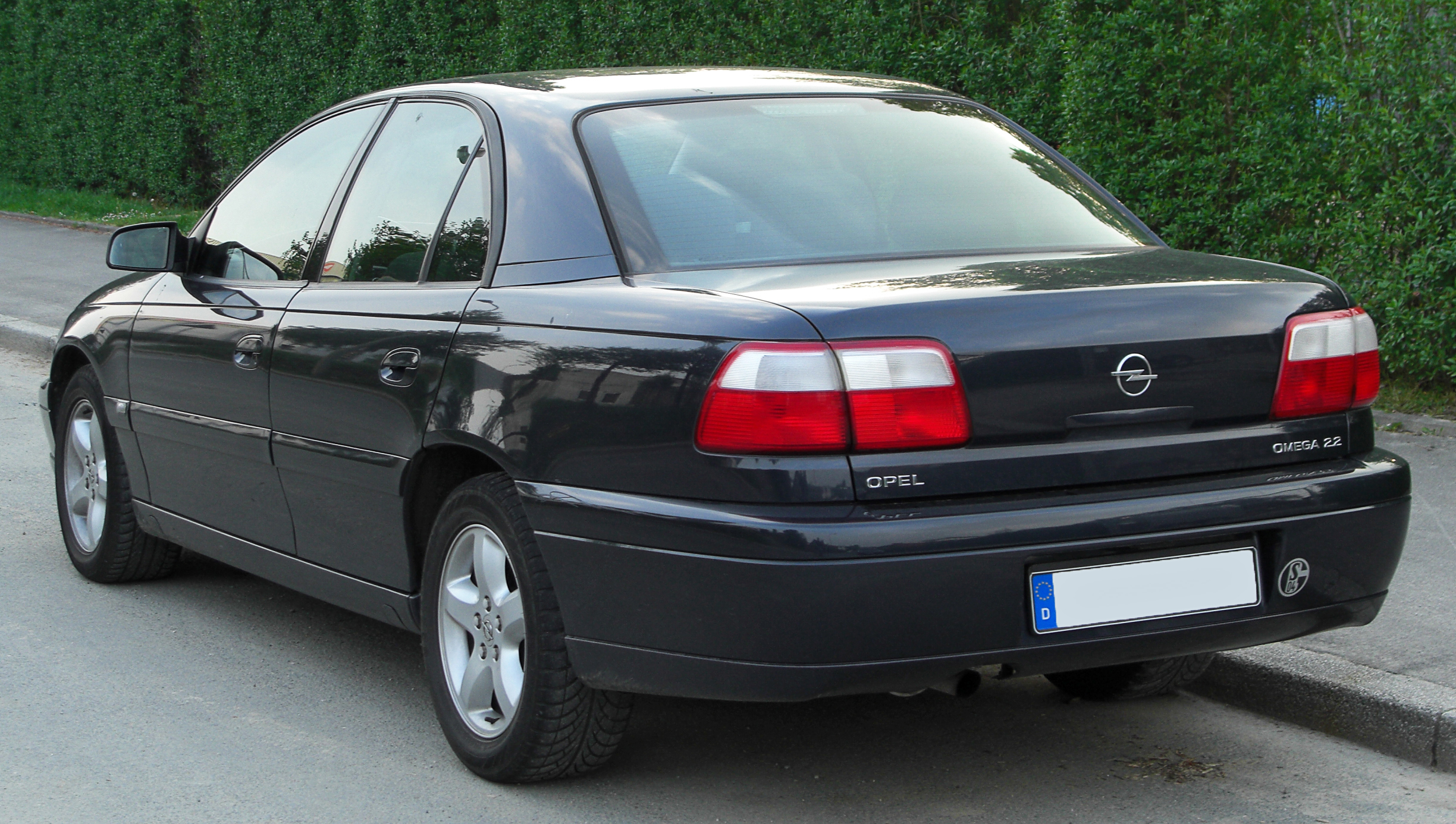
Vista trasera
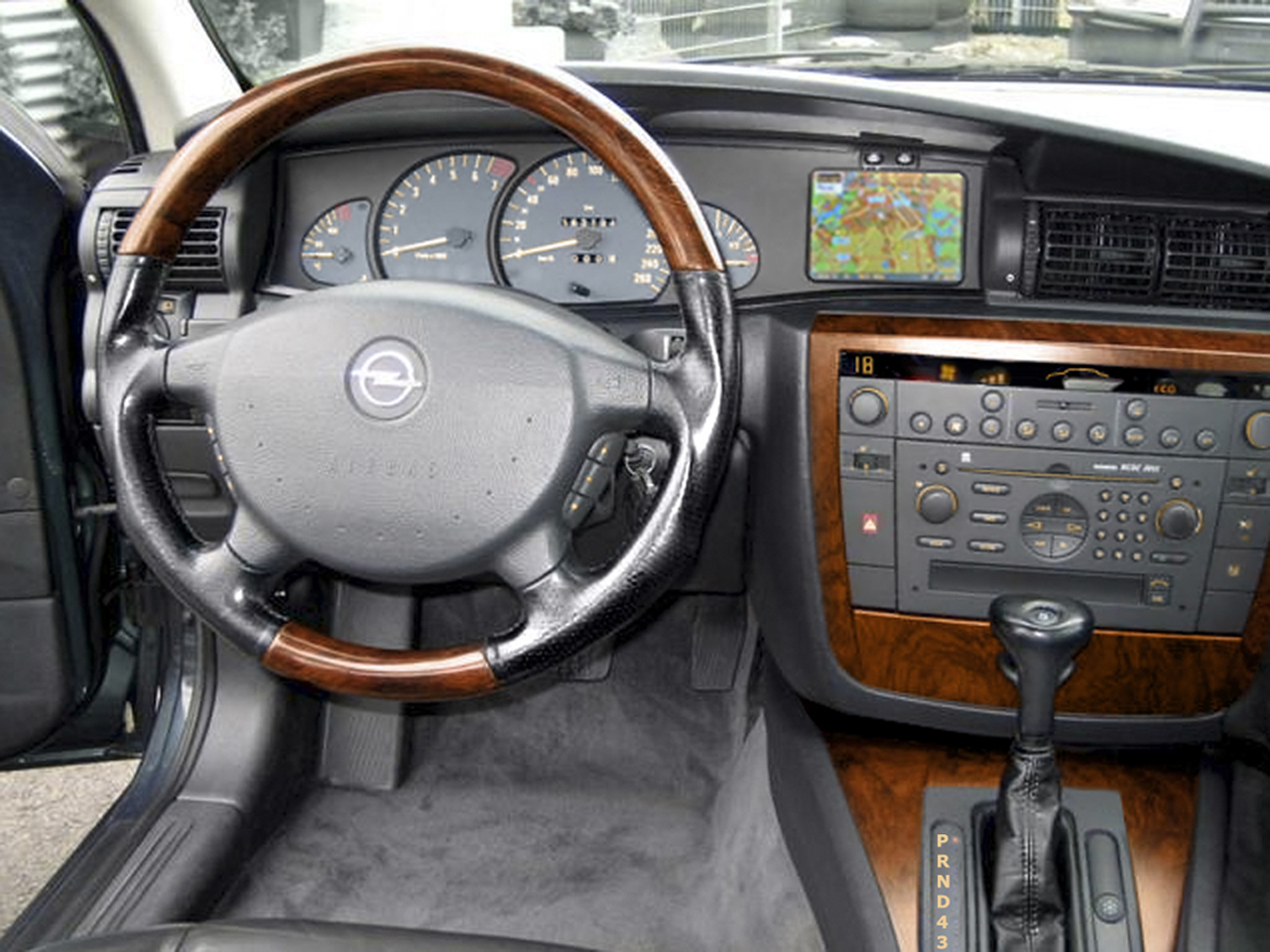
Vista del interior
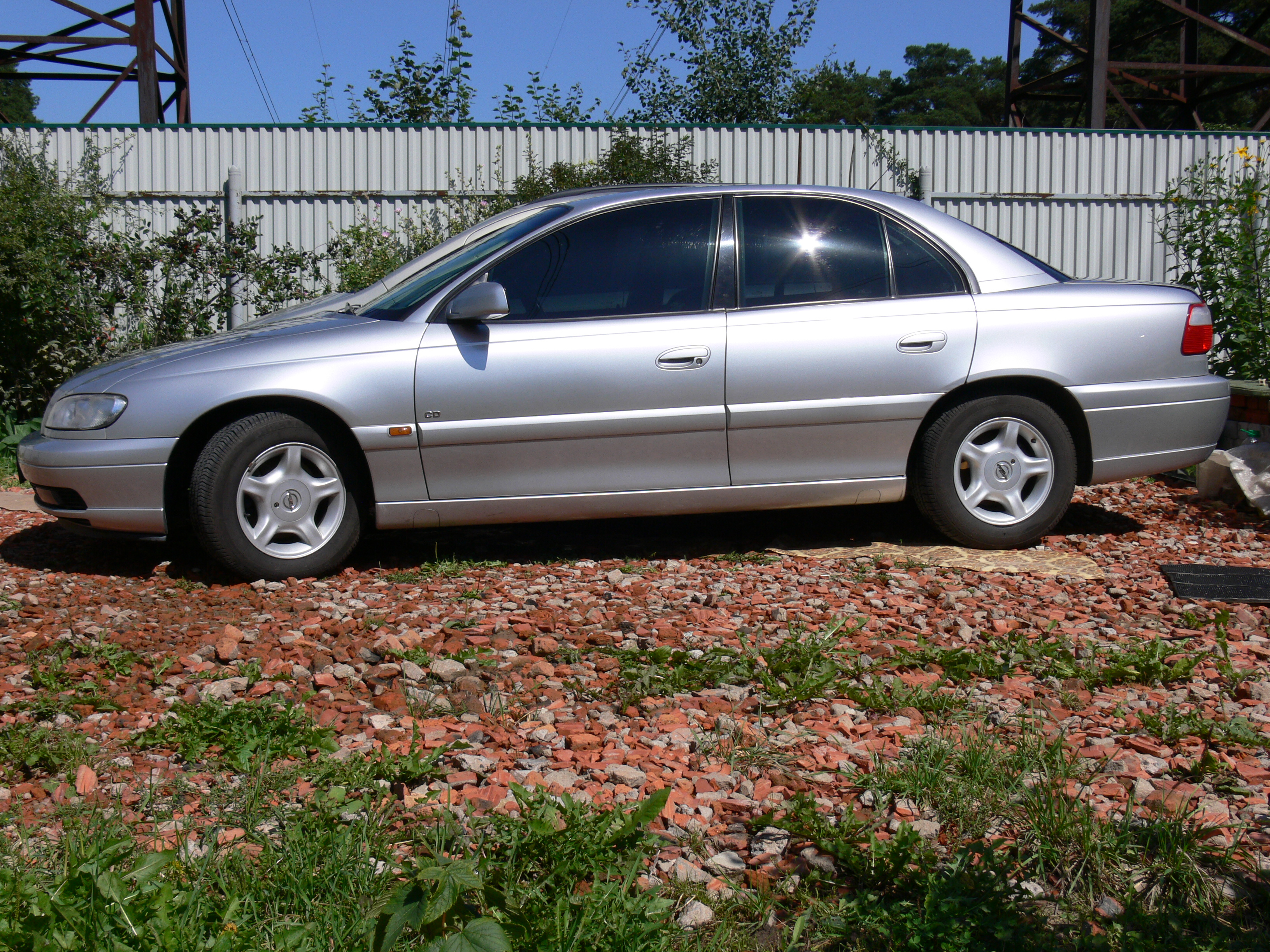
Vista de perfil
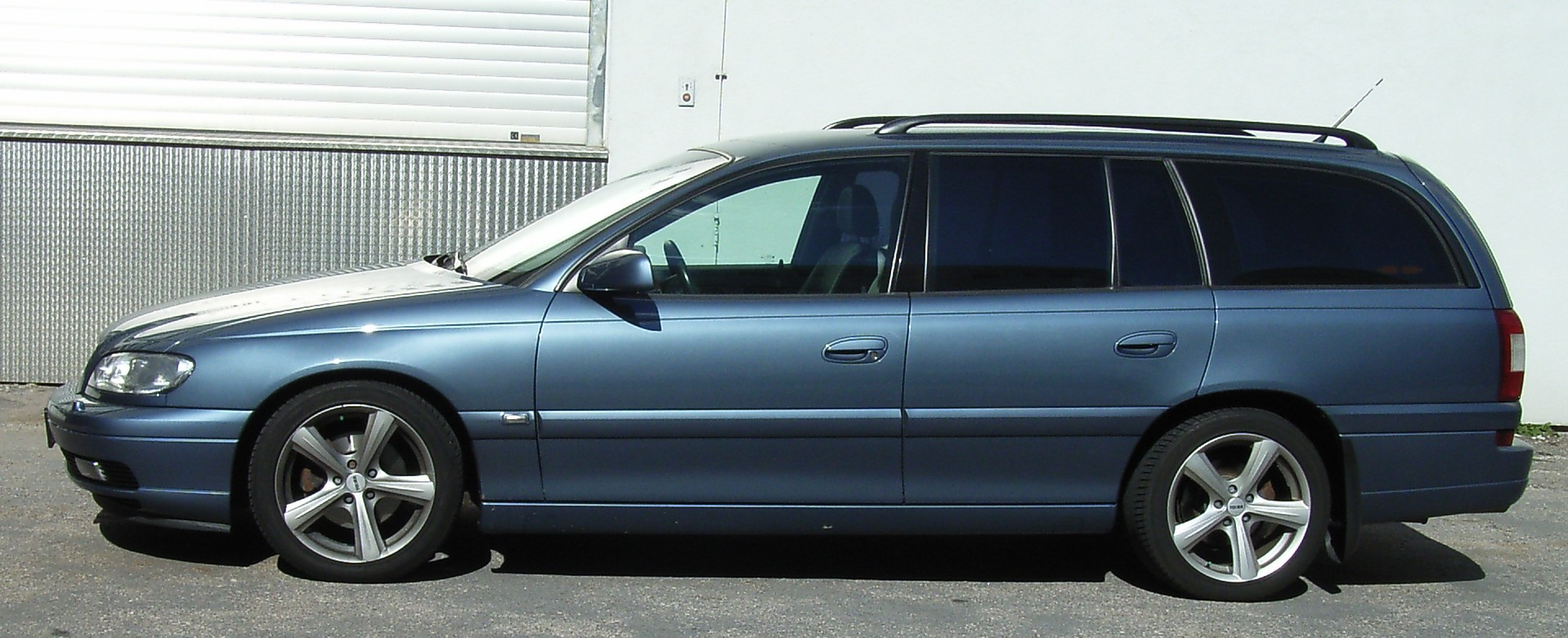
Vista de perfil (Caravan)
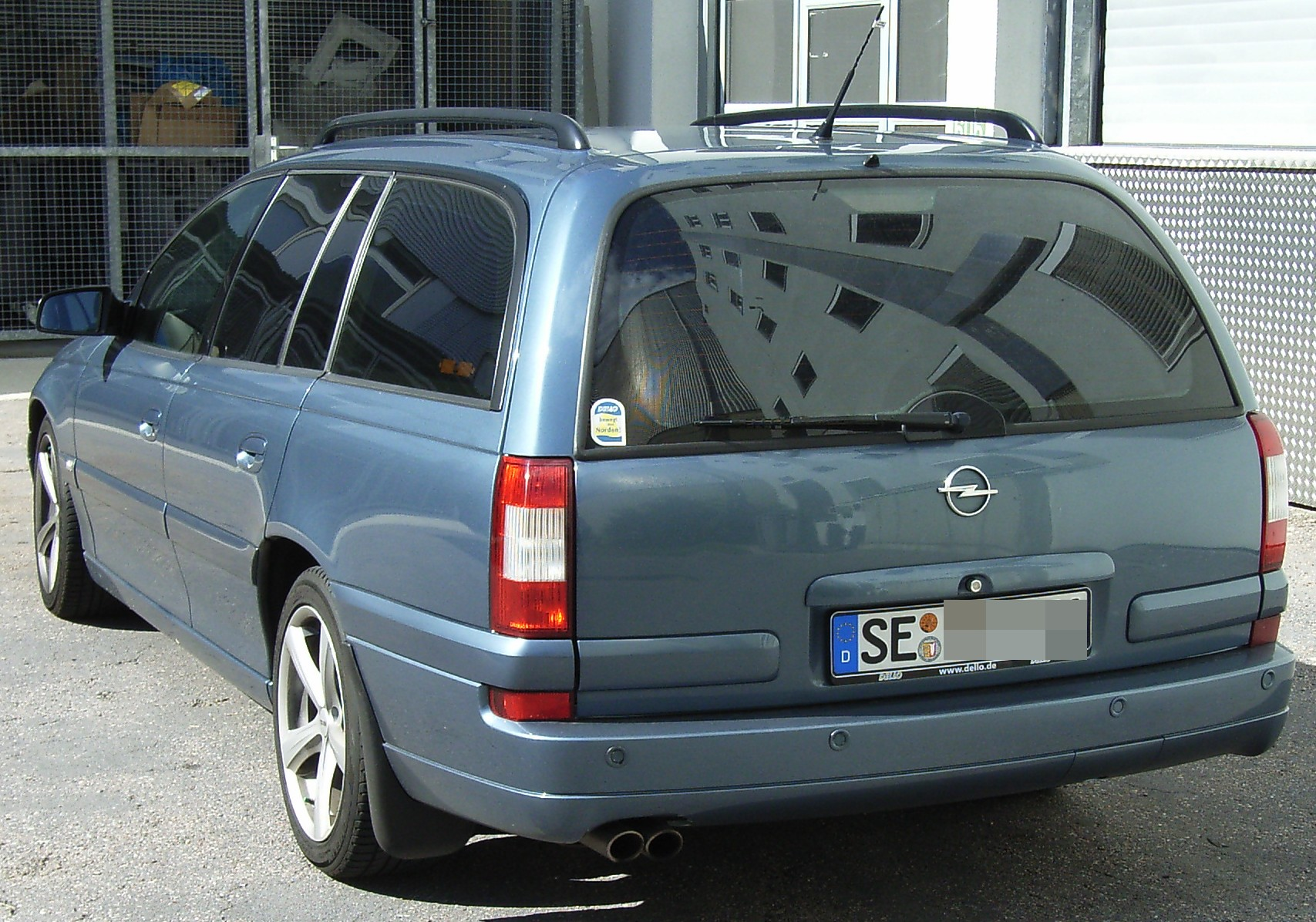
Vista trasera del Caravan
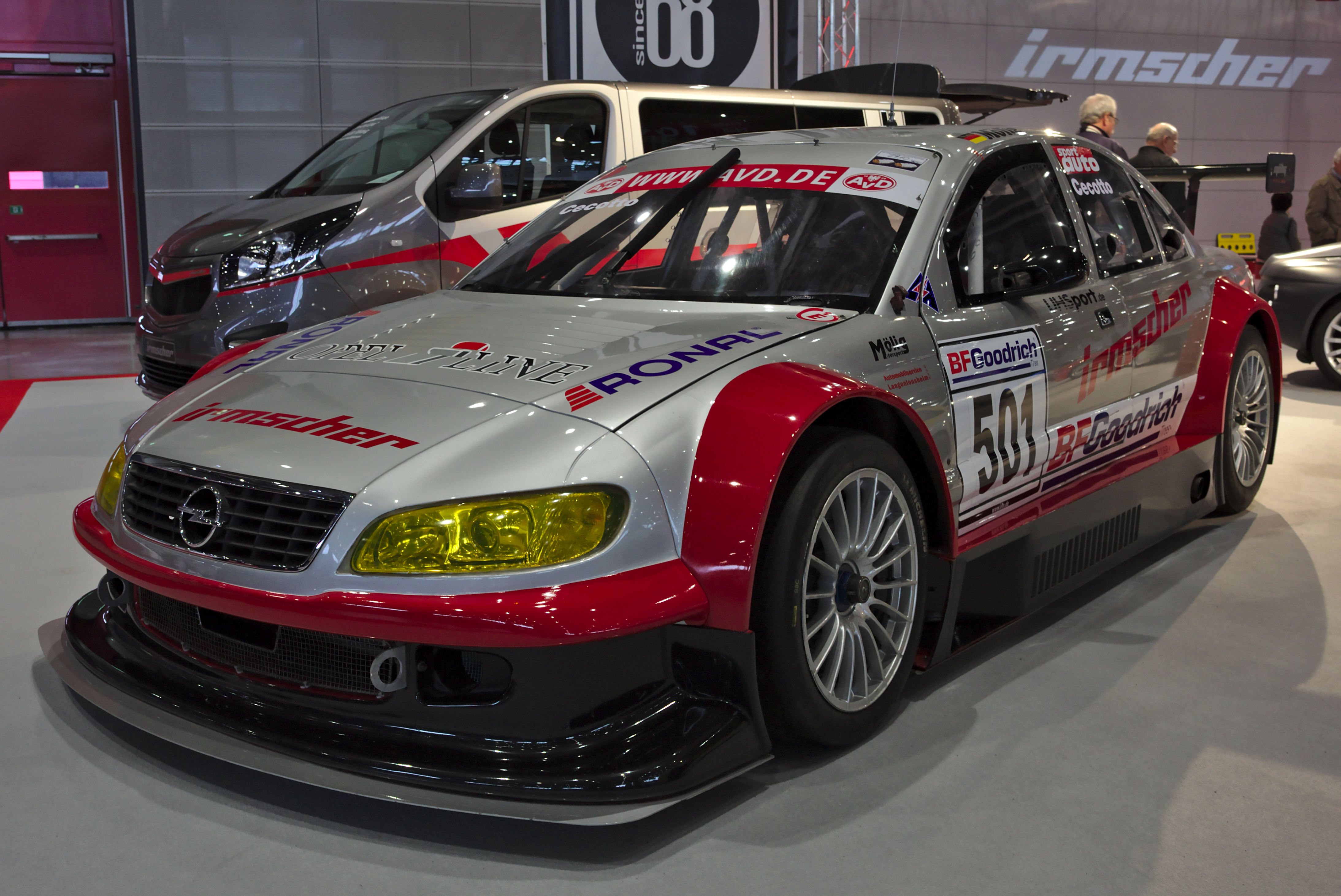
Omega V8 Star - Irmscher (frontal)
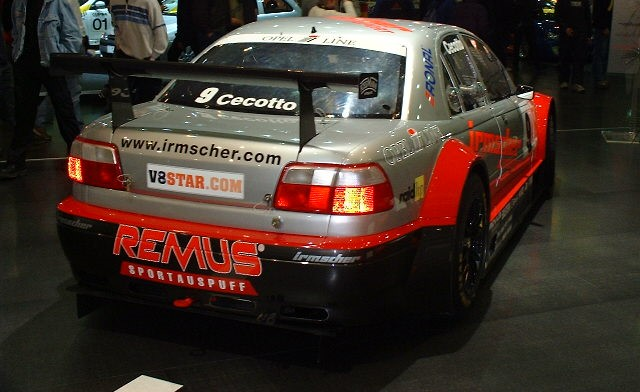
Omega V8 Star - Irmscher (trasera)

Se llegaron a producir 797.011 unidades de la segunda generación, tanto de B1 como de B2.

### Modelo de 6 puertas
Llegó a existir versiones de seis puertas hechas por diferentes casas para esta generación del Omega, tanto en B1 como en B2. Incluso versiones blindadas utilizadas por presidentes y miembros del gobierno, como el caso de los coches de las Juntas de Comunidades Autónomas en España al igual que los Citroën C6, Peugeot 605 y 607, o el Volkswagen Phaeton.

### Tabla de motores
El Omega B a lo largo de su vida comercial dispuso de una gama amplia de motores tanto diésel como gasolina, a continuación se muestran las respectivas tablas:

###### Motores de gasolina
| Modelo         | Tiempo de producción | Código de identificación     | Cilindros | Capacidad | Rendimiento en 1/min    | Par en 1/min   | Velocidad máxima en km/h (sedán/familiar) | Aceleración en 0–100 km/h in s | Consumo en l/100 km |
| -------------- | -------------------- | ---------------------------- | --------- | --------- | ----------------------- | -------------- | ----------------------------------------- | ------------------------------ | ------------------- |
| 2.0i 8V        | 01/1994–08/1999      | X20SE (L96)                  | R4-OHC    | 1998 cm³  | 85 kW (116 PS) en 5400  | 178 Nm en 2800 | 195 / 187                                 | 13,0–14,0                      | 8,9–9,2             |
| 2.0i 16V       | 01/1994–08/1999      | X20XEV (L34)                 | R4-DOHC   | 1998 cm³  | 100 kW (136 PS) en 5600 | 185 Nm en 4000 | 210 / 202                                 | 11,0–11,5                      | 8,5–8,7             |
| 2.2i 16V       | 08/1999–06/2003      | Y22XE (LA9) /Z22XE (LA9/LU5) | R4-DOHC   | 2198 cm³  | 106 kW (144 PS) en 5400 | 205 Nm en 4000 | 210 / 202                                 | 10,5–11,0                      | 9,4–9,6             |
| 2.5i 24V       | 01/1994–09/2000      | X25XE (L80)                  | V6-DOHC   | 2498 cm³  | 125 kW (170 PS) en 6000 | 227 Nm en 3200 | 228 / 220                                 | 9,5–10,0                       | 9,1–10,4            |
| 2.6i 24V       | 10/2000–06/2003      | Y26SE (LY9)                  | V6-DOHC   | 2597 cm³  | 132 kW (179 PS) en 6000 | 240 Nm en 3400 | 229 / 221                                 | 9,5–10,0                       | 10,6–10,7           |
| 3.0i 24V (MV6) | 04/1994–02/2001      | X30XE (L81)                  | V6-DOHC   | 2962 cm³  | 155 kW (211 PS) en 6200 | 270 Nm en 3400 | 243 / 232                                 | 8,5–9,3                        | 9,6–10,4            |
| 3.2i 24V       | 02/2001–06/2003      | Y32SE (LA3)                  | V6-DOHC   | 3175 cm³  | 160 kW (218 PS) en 6000 | 290 Nm en 3400 | 243 / 232                                 | 9,5                            | 11,9                |
| 5.7i 16V (V8)  | No comercializado    | Y57XE (LS1)                  | V8-OHV    | 5665 cm³  | 228 kW (310 PS) en 5600 | 450 Nm en 4400 | 250 (reducido)                            | 6,9                            | N/ A.               |

##### Motores diésel
| Modelo      | Tiempo de producción | Código de identificación  | Cilindros | Capacidad | Rendimiento en 1/min    | Par en 1/min   | Velocidad máxima en km/h (sedán/familiar) | Aceleración en 0–100 km/h in s | Consumo en l/100 km |
| ----------- | -------------------- | ------------------------- | --------- | --------- | ----------------------- | -------------- | ----------------------------------------- | ------------------------------ | ------------------- |
| 2.0 DTI 16V | 09/1997–09/2000      | X20DTH (LD1)              | 4         | 1995 cm³  | 74 kW (101 PS) en 4300  | 205 Nm en 1750 | 186 / 180                                 | 15,0–16,0                      | 6,9–7,2             |
| 2.2 DTI 16V | 10/2000–06/2003      | Y22DTH (LL9)              | 4         | 2172 cm³  | 88 kW (120 PS) en 4000  | 280 Nm en 1600 | 195 / 190                                 | 12,5–13,0                      | 7,1–7,3             |
| 2.5 TD      | 04/1994–08/2001      | U25DT/X25DT (L93) M51-D25 | 6         | 2497 cm³  | 96 kW (131 PS) en 4500  | 250 Nm en 2200 | 200 / 195                                 | 12,0–12,5                      | 7,4–7,7             |
| 2.5 DTI     | 06/2001–06/2003      | Y25DT (L14) M57-D25       | 6         | 2497 cm³  | 110 kW (150 PS) en 4000 | 300 Nm en 1750 | 208 / 200                                 | 10,5–11,0                      | 7,6–7,8             |

Leyenda: En color turquesa se indica el motor que compartió con el Vectra y el Calibra, en color naranja oro el motor 2.5 TD procedente del M51 y el 2.5 DTI del M57, ambos de BMW. En violeta se indica el motor no comercializado.

## Versiones de altas prestaciones
A lo largo de su vida comercial, el Omega se caracterizó por ofrecer versiones muy exclusivas que ofrecían un muy alto rendimiento con el fin de competir con pesos pesados de la industria como el Audi RS 6, el BMW M5 o las altas versiones del Mercedes-Benz Clase E. En la primera generación se ofreció el Lotus Omega y en la segunda, en el momento del lavado de cara del modelo B, se presentó el V8 aunque desgraciadamente por diversos problemas técnicos no llegó a producción.

### Lotus Omega (1990-1992)

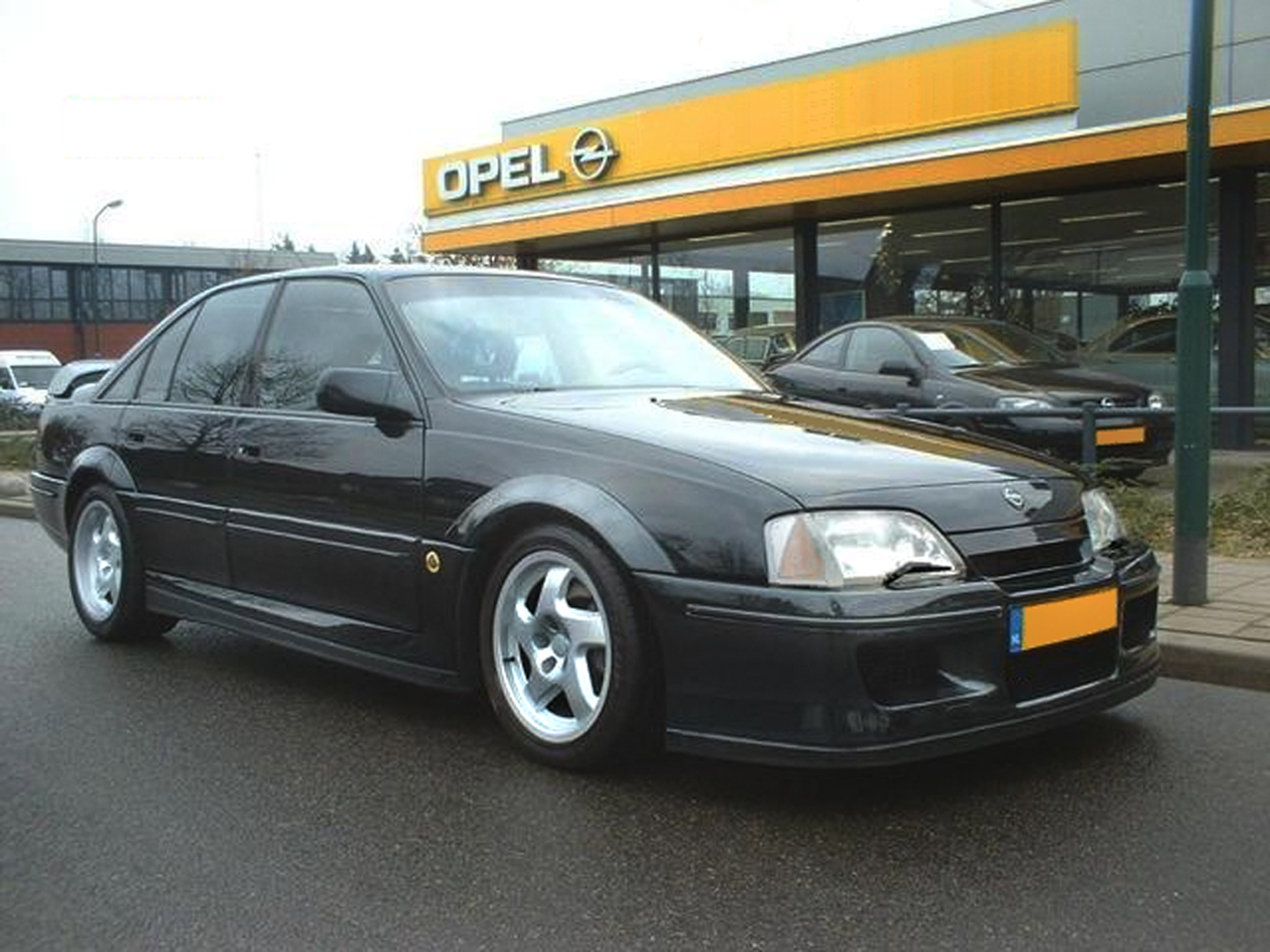
Opel-Vauxhall Lotus Carlton-Omega

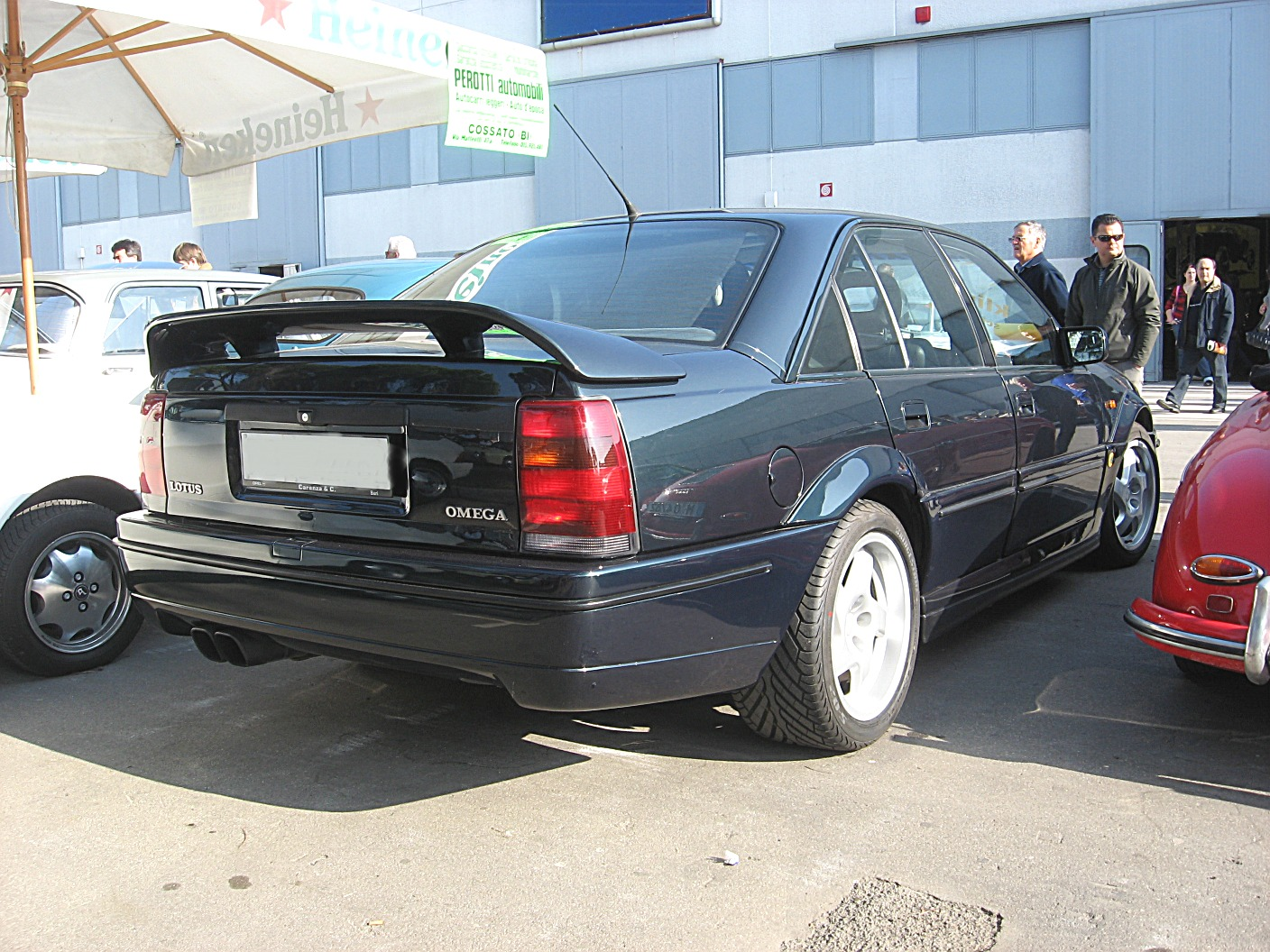
Vista trasera

En 1989, Opel aprobó una versión de alto rendimiento del Omega construida en cooperación con Lotus Cars. Esta versión se denominó Lotus Omega o Lotus Carlton dependiendo de si el automóvil base se vendiera como un Opel Omega o Vauxhall Carlton en sus respectivos mercados europeos. Este se fabricó con una variedad de piezas de otros proveedores y fabricantes de General Motors. El motor se basó en el estándar 6 en línea de 3.0 L con 24 válvulas de Opel, que fue entregado a Lotus para modificarlo. Como resultado, su capacidad aumentó a 3615 cm³ (3,6 L; 220,6 plg³); además, se instalaron dos turbocompresores Garrett T25 junto con un intercooler enfriado por agua. La administración del motor también se modificó y la ignición se cambió a un tipo de AC Delco, el mismo sistema usado en el Lotus Esprit. El resultado fue un motor de alto rendimiento de 377 CV (372 HP; 277 kW) a las 5200 rpm de potencia y 568 N·m (419 lb·pie) a las 4200 rpm.Este Omega también heredó un diferencial mayor del Holden Commodore con un 45% de LSD, acoplado a una transmisión manual de seis velocidades provista por ZF Friedrichshafen, la cual la llevaba instalada el Corvette ZR-1.
Los neumáticos fueron hechos a medida por Goodyear, que podían ser reconocidos por la pequeña letra griega Ω Omega en el lateral. Estos fueron necesarios ya que este automóvil podría alcanzar los 287 km/h (178 mph) e incluso hasta 305 km/h (190 mph), lo que convirtió a este Omega en el sedán de producción más rápido del mundo en ese momento, superando con diferencia a modelos como el BMW M5 o el Mercedes-Benz 190 Evolution. Este fue un hecho controvertido dado que los otros principales fabricantes alemanes que producían automóviles de alto rendimiento habían estado ajustando los limitadores de velocidad para no permitir velocidades máximas superiores a 250 km/h (155 mph). El automóvil con un peso de 1663 kg (3666 libras) lograba acelerar de 0 a 100 km/h (0 a 62 mph) en 5.3 segundos y de 0 a 160 km/h (0 a 99 mph) en 11.5 segundos.
Tiempos de aceleración y distancia:
- 0 a 50 km/h (0 a 31 mph): 1.8 segundos
- 0 a 80 km/h (0 a 50 mph): 2.9 segundos
- 0 a 100 km/h (0 a 62 mph): 4.4 segundos
- 0 a 120 km/h (0 a 75 mph): 5.3 segundos
- 0 a 140 km/h (0 a 87 mph): 6.9 segundos
- 0 a 160 km/h (0 a 99 mph): 8.6 segundos
- 0 a 180 km/h (0 a 112 mph): 12 segundos
- 0 a 200 km/h (0 a 124 mph): 15 segundos
- Al 1/4 de milla (402 m): 12.4 segundos
- 0 a 1 km (0 a 0,6 mi): 22.6 segundos[46]

### Omega V8 (1999-2000)[47]
Opel planeaba lanzar una versión de altas prestaciones de su buque insignia Omega, como ya había hecho 9 años atrás con Lotus siendo esta vez con el potente motor LS1 V8 de General Motors utilizado en el Chevrolet Corvette. A diferencia del V8.com, que era un concept car, este modelo estaba destinado a entrar en producción mostrándose públicamente en el 70.º Salón del Automóvil de Ginebra, entre el 2 al 12 de marzo de 2000. Esta versión de altas prestaciones tenía que ponerse a la venta en otoño del mismo año pero sin embargo, a la hora de hacer las respectivas pruebas en asfalto los problemas no tardaron en llegar. El motor se sobrecalentaba si se conduce a largos periodos de tiempo por la Autobahn. Para esto se utilizó un radiador más grande procedente del Holden Commodore y aunque la refrigeración se había solucionado con este la caja de cambios del deportivo estadounidense no era compatible por lo que hubo que recurrir a una caja de cambios automática de cuatro velocidades GM 4L60-E, la única compatible. Esta terminó por no poder con la potencia y par originales así que se hizo un recorte de 350 a 315 CV y de 500 Nm a 450 de fuerza. Se tuvieron que cambiar otros aspectos como las válvulas para llegar a las 6.000 vueltas, pero en las pruebas llegó otro inconveniente, la nueva unificación no funcionaba a altas revoluciones llegando a romper la pretina flexible de la transmisión repetidamente a 250 km/h en las pruebas.
Tras todos estos incidentes se canceló el proyecto, debido a que existían dos motivos: si el motor V8 iba a ser resistente a cualquier ritmo de gas que se llevase en carretera y que la solución a este problema llevaría más tiempo que el de la producción planeada del Omega ya que Opel por aquel entonces estaba apostando por los monovolúmenes como el Opel Zafira o berlinas más pequeñas como la renovación del Opel Vectra. Como dato adicional cabe destacar que Holden equipó su Commodore con el mismo motor V8. Una versión de esta plataforma se utilizó para el Holden Monaro, que se comercializó en Estados Unidos como Pontiac GTO de cuarta generación y en el Reino Unido como Vauxhall Monaro.
Se fabricaron 32 unidades pre-serie de esta versión.

## Prototipos

### Omega V8.com (1999)
El proyecto del concept car V8.com estaba destinado a ser una oficina con ruedas, debido al auge de Internet a finales de milenio y todo lo que se esperaba para el año 2000. Este se construyó en una versión Caravan del Omega, la cual se alargó 130 milímetros para proporcionar más espacio para los pasajeros y el equipo adicional. Entre sus características contaba con las últimas novedades que estaban surgiendo al final del milenio como las pantallas LCD de 9,5 pulgadas para cada pasajero (la del copiloto estaba plasmada en el salpicadero de la misma forma que los automóviles de hoy en día), acceso a Internet, el conductor podía disfrutar del sistema Head-Up Display (HUD), es decir, toda la información que necesitaba era proyectada en el parabrisas, y por último, cabe destacar la existencia de un sistema de altavoces y micrófonos para realizar videollamadas que ofrecen a los pasajeros la operación de manos libres en caso de llamada. Además, el automóvil estaba equipado con faros de xenón y un sistema avanzado de iluminación frontal (AFS), que se ajusta automáticamente a las condiciones de la carretera.
De ahí el nombre que fue impulsado por un motor GM LS1 V8, debutó en el Salón del Automóvil de Fráncfort en septiembre de 1999.

## Fin de producción
Tras la desaparición de sus rivales directos en el mercado: el Ford Scorpio, el cual había cesado su producción en junio de 1998 en gran parte por su polémico diseño lo que propició malas ventas, y el Rover 800, que había cesado en marzo de 1999en favor de la berlina más pequeña Rover 75, Opel se encontraba compitiendo en solitario contra el Audi A6, BMW Serie 5 y el Mercedes-Benz Clase E teniendo un pequeño éxito de ventas pero sin llegar a ser un fracaso. Sin embargo esto no fue suficiente para seguir con la producción por lo que años más tarde, el 25 de junio de 2003 salió de la planta de Rüsselsheim la última unidad de la generación B, número 797.011, un Omega plateado de 3.2 litros V6.
No hubo un reemplazo directo, el hueco dejado se intentó llenar con versiones equipadas de modelos de posiciones inferiores, de los Vectra y del Signum, monovolumen con aire premium del segmento D por el que Opel estaba apostando en ese momento. Las modelos nuevos que aún permanecían en el mercado se vendieron durante el año 2004 y la vida comercial se cerró con 1.758.407 unidades vendidas, las cuales 961.396 de la primera generación y 797.011 de la segunda.
Noticias de rumores y fotografías de un hipotético nuevo sucesor aparecieron en la prensa automotriz al año siguiente. Sin embargo, en el caso de Auto Express, su artículo de octubre de 2004 simplemente presentó el concept car Holden Torana TT36, que a su vez presentó un prototipo del Holden Commodore VE de 2006. Holden contribuyó a que la insignia Omega permaneciera viva para el modelo de nivel de entrada de su nuevo Commodore pero a diferencia de los modelos anteriores desde 1978, este nuevo Holden ya no estaba basado en la plataforma V de General Motors, la cual usaba el Omega y todos sus antecesores sino que emplearía la plataforma Zeta al igual que otros modelos de General Motors como el Pontiac G8 y el Vauxhall VXR8.
Tras la bancarrota de Saab a finales de 2011llegaron a existir rumores de una posible vuelta al mercado del Omega en la cual se basaría en la plataforma del Cadillac XTS.
| Generación | Unidades  |
| ---------- | --------- |
| A (1986)   | 961.396   |
| B1 (1994)  | 797.011   |
| B2 (1999)  | 797.011   |
| Total      | 1.758.407 |

## Vehículos relacionados
- BMW Serie 5: Fue uno de sus rivales más directos, la versión diésel en la segunda generación del Omega compartía el motor turbodiésel 2.5 TD de 6 cilindros en línea M51[65] con la versión 525Tds de este modelo en las generaciones E34 en los primeros años y luego al principio de la vida comercial del E39. En 2001 se reemplazó este motor por el M57,[66] el cual empleó la versión 2.5 DTI con los BMW 525d.
- Cadillac Catera: Basado en la misma plataforma y partiendo del motor V6 3.0 litros de la edición MV6,[67][68] tuvo una corta vida en el mercado americano entre los años 1997 y 2001, debido entre otros a las bajas ventas, 95.000 unidades se vendieron.[69]
- Holden Commodore: Basado en la misma plataforma,[70] la cual siguió utilizando después del cese de fabricación del Omega antes de la llegada de la generación VE, se comercializó en el mercado australiano.
- Coches del Año en Europa: Fue ganador en 1987 debido a los grandes avances tecnológicos que presentaba para la época. En 1995 quedó en tercera posición con 272 puntos.
- Ford Scorpio: Uno de sus rivales más directos, ganador también del premio Coche del Año en Europa del año 1986. La primera generación compitió tanto con el Omega como con el Senator vendiéndose relativamente bien pero no fue así con la segunda por sus grandes críticas recibidas por el diseño del modelo siendo este diseñado por ordenador (CAD). Esto hizo que el Scorpio fuera descontinuado en 1998, un año antes de salir el Omega B2, sin tampoco un sucesor a la vista.
- Opel Rekord: Predecesor del Omega, contó con cinco generaciones y el cual estuvo en el mercado durante más de 30 años. Fue fabricado también en la planta de Rüsselsheim, Fráncfort del Meno,[71] Alemania.
- Opel Senator: Fue el buque insignia de la firma, ubicándose entre el segmento E y el F, competía contra un abanico de modelos como los Audi V8, BMW Serie 7, Citroën CX, Mercedes-Benz Clase S o el Volvo 760. Fue reemplazado en el año 1994 por la segunda generación del Omega, creciendo este en tamaño para situarse en lo alto de la gama de la firma.[72]